# A Blood+ epizódjainak listája
Ez a lista a Blood+ című animesorozat epizódjainak a felsorolását tartalmazza. Az epizódok magyar címei az SDI Sun Hungary által készített szinkronnak megfelelőek.

## A sorozat nyitó- és záródalai[1]
| Nyitódal | Nyitódal        | Nyitódal            | Záródal    | Záródal           | Záródal         |
| Epizódok | Előadó          | Cím                 | Epizódok   | Előadó            | Cím             |
| -------- | --------------- | ------------------- | ---------- | ----------------- | --------------- |
| 1 – 13   | Takahasi Hitomi | Aozora no namida    | 1 – 13, 50 | Hadzsime Csitosze | Kataricugu Koto |
| 14 – 25  | Hyde            | Season’s Call       | 14 – 25    | Nakasima Mika     | Cry No More     |
| 26 – 38  | Uverworld       | Colors of the Heart | 26 – 38    | Angela Aki        | This Love       |
| 39 – 50  | Dzsin           | Raion               | 39 – 49    | K                 | Brand New Map   |

## Epizódok
| # | Cím                                                                               | Első japán sugárzás  | Első magyarországi sugárzás |
| --- | --------------------------------------------------------------------------------- | -------------------- | --------------------------- |
| 01 | Az első csók Fászuto kiszu (ファーストキス)                                       | 2005. október 8.     | 2007. november 17.          |
| Szaja a barátnőjével, Kaorival a magasugrást gyakorolják a másnapi atlétikaversenyre. Miután végeznek, Kai a robogójával elviszi Szaját a kórházba a szokásos vérátömlesztésre. Hazafelé gyalog indul és útközben egy csoportosulásra lesz figyelmes, ami egy csellón játszó fiatal férfi köré gyűlt. A dal mintha régi emlékeket idézne fel benne. Mikor hazaér, rájön, hogy a tornacipőjét az iskolában hagyta és azonnal visszaindul értük, de az iskola udvarán nem találja. Közben Kaori elhozza az ottfelejtett cipőket Szajaék családi éttermébe és odaadja őket George-nak, aki felhívja Kait, hogy vegye fel Szaját az iskolánál. Keresés közben Szaja összetalálkozik a csellón játszó férfival, aki egy tőrt vesz elő. Szaja rémülten elfut és egy tanártól kér segítséget, akit azonban a szeme láttára öl meg egy szörny. A lány az iskolába menekül és magára zárja az ajtót, ám a szörny könnyedén áttöri azt. A csellójátékos menti meg az életét és felviszi a biológiaterembe. Ott elmondja neki, hogy amit előbb láttak, az egy chiropterán, egy szörny, ami véren él. A csellótokból elővesz egy kardot és megvágja vele a saját kezét – ami egy chiropteránéra hasonlít – és Szaját megpróbálja megitatni a vérével. Mikor a szörny beront, a férfi félrelöki Szaját a szörny elől, majd a szájába vesz némi vért a kezéből és megcsókolja Szaját, így kényszerítve, hogy igyon a véréből. Kai belép a terembe, majd az idegen felszólítja Szaját, hogy harcoljon. |                                                                                   |                      |                             |
| 02 | Varázslatos szavak Mahó no kotoba (魔法の言葉)                                    | 2005. október 15.    | 2007. november 18.          |
| Kai döbbenten nézi végig, ahogy Szaja elveszi az idegentől a kardot, amivel megvágja saját kezét és bevonja azt a vérével. Ezután Szaja harcba bocsátkozik a chiropteránnal. Könnyedén kettévágja a szörnyet, aminek a teste a földre esve kikristályosodik. A harc végeztével Szaja megpillantja a tükörképét csurom véresen, amitől megijed és elájul. Eközben az Egyesült Államok okinavai katonai bázisán Van Argiano lokalizálja a chiropteránt – amire ő csak egérkeként hivatkozik – és helikoptereket küld a helyszínre. Ahogy a csellójátékos meghallja a közeledésüket, megfogja Szaját és Kait és elmenekülnek. Mivel a katonák nem találnak semmit a holttesteken kívül Argiano azon tűnődik, hogy ki ölhette meg az „egérkét”. Másnap reggel a hírekben beszámolnak róla, hogy a gyilkossággal egy katonát vádolnak, és a helyszínt elzárják még a japán rendőrség elől is. Szaja a kórházban ébred fel és nem emlékszik semmire a történtekből. Miközben Szaja a kórteremben eszik, David elhívja George-ot beszélni arról, hogy biztosan Szaja ölte meg a szörnyet. Szerinte itt az idő, hogy elmondják Szajának az igazat a múltjáról. A lány eközben felöltözik és a tükör előtt állva emlékképek idéződnek fel az előző estéről. Ettől megijed és elindul George után, de fültanúja lesz, ahogy David azt mondja neki, hogy itt az idő, hogy átadja Szaját, de ezt George ellenzi, mivel ő inkább a lányaként tekint rá. Miután Szaja összezavartan elfut, George megpróbálja megkeresni. Szaja a tengerparton ül, mikor meghallja az idegen férfit játszani a csellóján. Sjaja megkéri, hogy árulja el, hogy micsoda ő, mire a férfi azt feleli, hogy ha elmondja, már nem lesz visszaút. Ekkor érkezik meg Kai és rátámad az idegenre, de ő könnyen kivédi az ütéseket. Miután teljesíti Szaja kívánságát, hogy hagyja békén Kait, a férfi hirtelen eltűnik. Szaja elmondja Kainak, hogy bizonytalanságot érez magával kapcsolatban, de Kai megnyugtatja apjuk „varázsszavaival”: nankurunaisza, vagyis „a dolgok majd megoldódnak valahogy”. Később David hírt kap róla, hogy egy újabb szörny tűnt fel. Miközben Szajáék hazaérkeznek a vacsorához, George egy furcsa telefonhívást kap. |                                                                                   |                      |                             |
| 03 | Ahol minden elkezdődött Hadzsimari no baso (はじまりの場所)                       | 2005. október 22.    | 2007. november 24.          |
| Az iskolában megemlékezést tartanak a meggyilkolt tanár emlékére, de a holttestét még nem adja ki az amerikai hadsereg. Az iskolában a chiropteránnal folytatott harc minden nyomát eltüntették. Ennek Argiano örül, viszont aggódik, hogy még nem került elő a második „egérke”. David napnyugtáig ad határidőt George-nak, hogy beszéljen Szajával a múltjáról, ezért iskola után elviszi a lányt a Mijaguszuku családi kriptához. Ott elmondja neki, hogy még mikor fiatalon a vietnámi háborúban harcolt, az ő gondjaira bízták Szaját, amíg fel nem ébred. A háború után Okinaván telepedett le, nyitott egy bárt és családot alapított. Mikor a felesége és a lánya meghalt egy autóbalesetben öngyilkos akart lenni, de Szaja szívverését hallva, úgy döntött, teljes életet fog élni, amennyire csak lehetséges. Ezért örökbe fogadta Kait és Rikut, akiknek a szülei szintén balesetben haltak meg. Majd mikor Szaja végül felébredt, nem emlékezvén korábbi énjére, úgy döntött a saját lányaként neveli fel. Eközben, mikor Kai a motorját szereli, meglátja az út másik oldalán az apja egyik gyakori vendégét, Forrestet és követni kezdi. Ekkor Argiano csapata azonosítja a második „egérkét”. Szajáék hazaérkeznek, ahol már David várja őket és elmondja Szajának, hogy egy Vörös Pajzs nevű szervezet tagja, aminek a célja, hogy harcoljon a chiropteránokkal és ehhez szükségük van Szajára is, mivel egyedül az ő vére az, ami elpusztítja a szörnyeket. Ekkor Forrest belép Georgehoz segítséget kérve, de nem sokkal később elkezd átalakulni chiropteránná. Mikor ezt David ezt felismeri, megpróbálja megállítani, de a fegyvere hatástalan ellene és végül ájultan esik a földre. Forrest David és Szaja ellen fordul, de ekkor hirtelen megjelenik a csellójátékos idegen és egy kardot Szajának adva felszólítja, hogy harcoljon. Mivel erre Szaja képtelen, George veszi magához a kardot és Forrest ellen indul. A sikertelen próbálkozás után Forrest komoly sebet ejt George mellkasán a karmaival, majd elmenekül. |                                                                                   |                      |                             |
| 04 | Veszélyes alak Abunai sónen (アブない少年)                                        | 2005. október 29.    | 2007. november 25.          |
| George-ot a súlyos sérülése miatt beszállítják a legközelebbi kórházba. Dr. Julia, aki szintén tagja a Vörös Pajzsnak, aggódik, hogy Forrest támadása talán megfertőzhette George-ot és azon töpreng, hogy Szaja miért nem harcolt az apja kocsmájánál, az iskolában viszont igen. David szerint Szaja „segédjének” jelenléte miatt. Kai elvitte George pisztolyát és Forrest nyomába indult. Szaja és Riku is elindult, hogy megkeressék Kait. A barátai szerint valószínűleg az Amazoness bárba mehetett, ahol Forrest barátnője, Reimi dolgozik. A bárnál összefutnak Maoval, aki elmondja, hogy Kai felhívta segítségért Forrest keresésében, de ő már elhagyta a bárt. Mao felhívja az apját, hogy elmondja, segít Szajának és Rikunak, és hárman egy limuzinnal elindulnak. Kai követi Reimit a motorjával, akit egy taxi egy raktárépületnél rak ki. Követi őt az épületbe, ahol azt látja, hogy egy sarokban Forrest éppen Reimi vérét szívja a nyakából. Mikor észreveszi Kait, a majdnem teljesen chiropteránná alakult Forrest felegyenesedik és rátámad. Szaja hirtelen megérzi, hogy Kai veszélyben van és megállíttatja Maoval az autót, majd elszalad egy sikátorba. Riku követi őt, akit David kezd el követni, kiszállva a furgonjából. Szaja találkozik a csellójátékossal, aki Hadzsi néven mutatkozik be és arra kéri, adjon neki utasítást. Szaja segítséget kér Kai megmentésében, mire Hadzsi megvágja a kezét és Szaja felé nyújtja. Riku utoléri Szaját, és látja, hogy ivott Hadzsi véréből. Hadzsi felveszi Szaját és átugrik az épületeken. David Rikut a sikátorban találja, aki oroszlánszerű üvöltést hall. Eközben a raktárépületben Kai lövései hatástalanok Forrestel szemben, aki épp megtámadná őt, mikor észreveszi Szaját. Hadzsi leköti Forrestet, miközben Szaja bevonja a kardját a vérével, majd egyetlen csapással megöli a chiropteránt. Az eset után Kai újra haszontalannak érzi magát. David kérésére, hogy Szaja felébredt-e már teljesen, Hadzsi nemmel felel. Julia felhívja Davidet, mert George-ot elvitte az amerikai hadsereg a kórházból. |                                                                                   |                      |                             |
| 05 | A sötét erdőn túl Kurai mori no mukó e (暗い森のむこうへ)                         | 2005. november 5.    | 2007. december 1.           |
| George-ot három napja vitte el az amerikai hadsereg. David nem tudja, miért vitték el, de feltételezi, hogy ahová vitték, ott chiropteránok vannak. Telefonon azt javasolja a főhadiszállásnak, hogy küldjenek erősítést, de ezt megtagadják. Ezért azt tervezi, hogy amint megtudja, hol van fogva tartva George, egyedül szabadítják ki. Julia felfedezte, hogy egy DNS-láncot szállítottak a Janbaru Természetvédelmi Központba az okinavai amerikai katonai bázison, és azt gyanítja, hogy a központot chiropteránokon végrehajtott kísérletekre használják. Közben a Naha Egyetemen egy Okamura nevű újságíró a sorozatgyilkosságokról érdeklődik egy professzortól, de csak annyit tud mondani, hogy az összes holttestet elvitte az amerikai hadsereg. Mikor David megtudja, hogy George a többi tetemmel együtt valószínűleg Janbaruban van, úgy dönt Szajával és Hadzsival behatol a központba. Kai viszont nem örül annak, hogy őt ki akarja hagyni. David nem tudja megértetni vele, hogy szerinte csak akadályozná a küldetést, ezért erőszakkal mutatja meg neki, hogy alkalmatlan lenne a feladatra. Sötétedés után egy erdei úton találkoznak Lewisszal, aki átadja a Janbaru központ terveit és rövid felkészülés után Szaja, Hadzsi és David megkezdik a behatolást. Eközben Argiano az amerikai bázis parancsnokát utasítja, hogy kezdje meg a D-tervet, vagyis semmisítse meg a központot. |                                                                                   |                      |                             |
| 06 | Apám keze Otószan no te (おとうさんの手)                                          | 2005. november 12.   | 2007. december 2.           |
| Szaja, Hadzsi és David behatolnak a Janbaru központ földalatti létesítményébe, miközben az amerikai bázis parancsnoka végül elhatározza, hogy végrehajtja a D-tervet. Erről Julia is tudomást szerez, de nem tudja telefonon értesíteni a többieket és a helyszín autóval is megközelíthetetlen, ezért Kai úgy dönt, hogy motorral elindul, hogy figyelmeztesse őket. David, a központ számítógépébe behatolva megtudja, hogy a Delta-67-est felhasználva, az amerikai hadsereg mesterségesen állított elő chiropteránokat a Janbaruban. Szajának elmagyarázza, hogy a vietnámi háborúig kevés incidens volt a chiropteránokkal, de azt követően a számuk jelentősen növekedett. A felbukkanásaik helyszíne egybeesett a nemzetközi konfliktusokkal, továbbá ezeken a helyeken az amerikai katonaság vagy szövetségeseik mindig jelen voltak. Ráadásul minden egyes ilyen katonai egység áthaladt az okinavai támaszponton. Hirtelen egy chiropterán tör elő a mennyezeten keresztül, mire David felszólítja Szaját, hogy harcoljon, de ő megbénul a félelemtől. David rálő a szörnyre, ezzel időt nyerve, hogy elmeneküljenek egy vastag ajtó mögé, de ezzel csapdába kerültek. David odaadja, a megszerzett adatokat Szajának, hogy azoknak feltétlenül ki kell jutniuk, majd elmagyarázza a tervét a menekülésre. Szaja bevonja a kardját a vérével, majd Hadzsi kinyitja az ajtót. Mikor a chiropterán rájuk ront, Davidnek sikerül bent tartania, hogy rá tudják zárni az ajtót. Azonban a hátuk mögött is megjelenik egy, amit Szaja megpróbál leszúrni, de a vágása nem elég mély. Ekkor George megjelenik, és a chiropteránt meglöki, hogy a kard mélyebbre hatoljon. Menekülés közben elmondja, hogy mikor felébredt, a sebei begyógyultak, majd Davidet a D-67-ről kérdezi. Miközben Kai megérkezik Lewishoz és behatol a központba, a repülőgépek is felszállnak, hogy végrehajtsák a légicsapást. Szajáék előtt még több chiropterán jelenik meg, de ő most sem tud harcolni. Mikor végre a liftben vannak, egy szörny áttöri annak mennyezetét, de George puszta kézzel szembeszáll vele. Közben ő is komoly sebet kap a mellkasán és a karja átalakul chiropteránná. Ahogy a liftajtó kinyílik, megjelenik Kai, hogy figyelmeztesse őket a bombázásra. George érzi, hogy hamarosan olyanná fog átváltozni ő is, mint Forrest. Ezért arra kéri Szaját, hogy a vérével végezzen vele, amíg még önmaga ura és az még az apjaként tud meghalni. Búcsúzóul Kainak azt, mondja, hogy vigyázzon a testvéreire, Szajának pedig, hogy fogadja el a múltját. Végül a vérük keveredésével George teste is elkezd kikristályosodni. Az ezután megjelenő három chiropteránt Szaja könnyedén megöli. Mire a repülőgépek megérkeznek már biztonságban elhagyták a helyszínt. |                                                                                   |                      |                             |
| 07 | Meg kell tennem Vatasi ga jaranakja (私がやらなきゃ)                              | 2005. november 19.   | 2007. december 8.           |
| Riku izgatottan száll fel egy hajóra, ahol már mindenki ott van, hogy találkozzon apjával, de csak a halálhíre fogadja. George halála különbözően hatott a gyerekekre: Szaja két napig aludt, Riku bezárkózott a kabinjába, Kai pedig segít felidézni a boldog emlékeiket. Eközben Okamura a Janbaru központ romjait vizsgálja, amiről azt állítják, hogy egy felfegyverzett repülőgép lezuhanása okozta a krátert a helyén, majd találkozik egy férfival, aki azt állítja, hogy a központba embereket látott bemenni vegyvédelmi felszerelésben. Szaja, miután megevett egy fazék levest, Hadzsi csellójátékát hallva felmegy a fedélzetre és a múltjáról kérdezi őt. Ő válaszképpen megmutatja, mit tud róla a legjobban: kardforgatást. Szaja minden részletet tudni akar, de Hadzsi szerint még nem elég erős ahhoz, hogy elbírja az igazságot, csak annyit mond, hogy azért van, hogy legyőzze a chiropteránokat. A janbarui számítógépekből szerzett információkat átvizsgálva Julia figyelmes lesz egy borszállítmányra, amit a központba szállítottak. Az üvegeket Okamura is megtalálja azon a telepen, ahol a központ vegyi hulladékát kezelik. A bort egy vietnámi elit leányiskola, a Lycee de Cinq Fleche szállította. David javasolja, hogy ennek nézzenek utána Joel naplójában. Julia talál egy tíz évvel azelőtti gyilkossági esetet, amikor a holttestből eltűnt az összes vér – az áldozat egy helyi iskolás lány. David úgy dönt Szaját elküldi egyedül az iskolába. Eközben Szajának végül sikerül beszélnie Rikuval és elmondja neki az apjuk utolsó szavait: „Ne felejts el mosolyogni”, ettől Riku is megnyílik. Argiano megérkezik a Hanoi reptérre, ahol Karl, a Cinq Fleche Gyógyszergyár vietnámi irodavezetője fogadja. |                                                                                   |                      |                             |
| 08 | Az iskola fantomja Fantomu obu z szukúru (ファントム・オブ・ザ・スクール)         | 2005. november 26.   | 2007. december 9.           |
| Kai egy kikötő menti szállodában ébred fel, de csak Riku van vele, a többiek eltűntek, viszont a szobát már kifizették és hátrahagytak Kaiéknak egy bankkártyát bőséges anyagi kerettel. Később a kikötőben érdeklődik japán hajók iránt, de nem talál egyet sem. Eközben Szaja beköltözik a Lycee de Cinq Fleche-be, ahol Miss Lee bemutatja az új szobatársának, Minnek. Min nagyon beszédes és izgatottan várta Szaját, és az iskolában is csak egy lány tűnik barátságtalannak: Anna Marie. Később Min elmeséli az iskola fantomjának legendáját. Eszerint, mikor még az iskola zárda volt, egy fekete hajú, Rosa nevű nővérbe beleszeretett a fantom és megkérte a kezét, de Rosa csak akkor lett volna hajlandó hozzá menni, ha a fantom hoz neki egy kék rózsát. Mire végül talált egyet, addigra Rosa meghalt, és a föld, ami beszívta a fantom könnyeit, kék rózsákat kezdett teremni. Azóta, ha az iskolában megjelenik egy Rosához hasonló, fekete hajú lány, a fantom felbukkan, ad neki egy kék rózsát és elrabolja. Állítólag a harangtoronyban még a manapság is megjelenik éjjelenként a fantom, amikor a rózsák nyílnak. Hadzsit látva, aki kertészként épült be az iskolába, Min azt gondolja, hogy ő a lehet fantom. Mikor Szaja kétségbe vonja a legenda valóságtartalmát, Min megemlíti azt az esetet, mikor évekkel korábban eltűnt egy lány, aki előzőleg kék rózsát kapott. Eközben Kai sikertelenül próbálkozik a kikötőben, ezért úgy dönt, hogy Vietnám legnagyobb városába, Hanoiba indulnak megkeresni Szaját. Karl, az iskola igazgatója felfigyel Szaja jelenlétére, miközben Hadzsival beszélget. Hadzsi egy tőrt ad Szajának, mivel a kardját nem tudja magánál tartani és Szaja elmondja, hogy szerinte a fantom egy chiropterán. Este még beszélgetnek Minnel egy kicsit, de mikor elalszik, Szaja egy fényre lesz figyelmes a harangtoronyban és elindul a tőrjével. Odafent egy köpenyes, álarcos férfi támad rá. Sikerül kivédenie és a vállába szúrnia a tőrjét, de a seb azonnal begyógyul, a chiropteránokhoz hasonlóan. Hirtelen felbukkan Hadzsi és harcolni kezd a fantommal, de ő leugrik a toronyból. Szaja szem elől veszti, viszont észrevesz egy hátrahagyott kék rózsát. |                                                                                   |                      |                             |
| 09 | Békét mindenkinek Szorezore no nidzsi (それぞれの虹)                              | 2005. december 3.    | 2007. december 15.          |
| Szaja keresése közben Riku összebarátkozik egy vietnámi lánnyal, Muival, akinek hiányzik az egyik lába. Közben Lewis információt szerzett arról a lányról, akinek teljesen kiszívták a vérét és másik négy lányról, akik a Licee de Cinq Fleche-ből tűntek el. Mindnek hasonlóan fekete haja van, mint Szajának. Ennek ellenére David úgy dönt, hogy Szaja az iskolában marad és addig ők tovább keresik a Delta-67-et. Mui meghívja Kait és Rikut az árvaházba, ahol él. Itt Riku megtudja, hogy Mui egy fel nem robbant bomba miatt vesztette el a lábát, amit még a vietnámi háború alatt dobtak le. Éjjel, mikor már mindenki alszik, Riku és Mui egy hangra lesz figyelmes, amit csak ők hallanak és kimennek megnézni, mi lehet az. A forrása abban a furgonban van, amelyikben Van Argiano csapata dolgozik. Ők juttattak el Muihoz egy bizonyos gyógyszert a támogatóján keresztül. Másnap Mui hírt kap róla, hogy az apja megsérült és képtelen dolgozni. Riku megtudja, hogy a lánynak korábban felajánlottak egy ösztöndíjat egy franciaországi zeneiskolában, de valószínűleg inkább haza fog menni, hogy segítsen a szüleinek. Mikor találkoznak, pénzt kér Rikutól, hogy tudjon venni egy fémdetektort, majd elindul haza. Mikor Riku megtudja, hogy a detektor arra kell, hogy befulladt bombákat keressenek és ócskavasként eladják, megbánja, hogy megvette neki és Kai-al elmennek Mui falujába, de odaérve végül úgy döntenek, ez volt a helyes döntés. Aznap este Riku és Mui újra hallják a különös hangot és kimennek megnézni, de váratlanul elaltatják őket. Kai meglátja, hogy felteszik őket egy teherautó platójára és segíteni próbál, de hátulról leütik. Japánban Okamura miközben készülődik a vietnámi útjára, elővesz egy dobozt, amiben régi fényképek vannak, amiket valószínűleg az apja készített. Az egyiken, aminek a hátoldalán a dátum 1972. december 26., elmosódva egy chiropterán rajzolódik ki. |                                                                                   |                      |                             |
| 10 | Látni akarlak Anata ni aitai (あなたに会いたい)                                   | 2005. december 10.   | 2007. december 16.          |
| Szaja és Min órára igyekezve a másnapi Hanoi kirándulásról beszélnek, ahol majd meglátogatják a Hadtörténeti Múzeumot. Majd mikor belépnek a tanterembe, mindenki arról a kék rózsáról beszél, ami Szaja asztalán várja őt. Emiatt Anna Marie féltékeny lesz, mivel a szóbeszéd szerint a kék rózsát az iskola legszebb lányának kell kapnia. De Szaját jobban érdekli, hogy honnan származik a rózsa. Az egyik lány elmondja, hogy van egy elzárt kert a kápolna mellett, és biztosan onnan származik. Ezért Szaja úgy dönt, este Hadzsival elmennek kivizsgálni. Szaját a karjában tartva, Hadzsi átugrik a kertbe. Egy kőépület bejáratánál kék rózsákat találnak. A vasajtó mögött egy lejárat van egy pincébe. Odalent egy vasrács mögött egy konténert látnak, amire a 721226 számsor van írva, de a rács ajtaját nem tudják kinyitni. A csapott zajra figyelmes lesz Miss Lee és föntről lekiabál, hogy van-e valaki odalent, de mivel Szajáék csendben maradnak, elmegy. Szaja észreveszi, hogy a kert a kápolnából is megközelíthető. Másnap a Hanoi kirándulás közben Szaja telefonon beszél Daviddel és elmondja, mit látott előző nap és, hogy szerinte a fantom különbözik a korábban látott chiropteránoktól, mivel ő okosabb. David szerint egy chevalier lehet, ők azok a chiropteránok, akik Divát védik. Lewis szerint talán ő van a konténerben, de erről meg kell győződniük, ezért azt tervezik, hogy az éves bál alkalmával, amit az iskola rendez, beszivárognak. A bálról Okamura is értesül a cég vezetőjétől, amelyik a bort szállította Okinavára, és szeretne bejutni valahogy, de erre nincs sok esélye. Valamint megtudja, hogy az iskola igazgatója egy francia gyógyszerészeti vállalat, a Cinq Fleche vietnámi részlegét vezeti. Miközben Szaja a hadtörténeti kiállítás képeit nézi, ijesztő emlékképek idéződnek fel benne. Miközben összezavarodva és rémülten elfut, belebotlik Okamurába, de szó nélkül továbbfut. Egy sikátorban áll meg végül, majd a sötétből látja előjönni a fantomot. Egy kék rózsát dob a lány lábához, de hirtelen Hadzsi közbelép. Szajának adja a kardját és harcra szólítja. A fantom ellöki Hadzsit és megragadja Szaja kardját. Elmondja neki, hogy a jobb karjában attól kezdve érzi a fájdalmat, amióta meglátta, majd kérdőre vonja, hogy miért hezitál harcolni és hogy emlékszik-e arra a bizonyos éjszakára. A családjára emlékezve feléled Szaja elszántsága és a kardjával levágja a fantom karját. Miután a fantom felugrik az egyik épület tetejére, azt mondja Szajának, hogy amíg nincsenek meg az emlékei, addig nem ölheti meg. Az álarcát levéve felfedi magáról, hogy ő az iskola igazgatója, majd eltűnik. |                                                                                   |                      |                             |
| 11 | A tánc után Danszu no ato de (ダンスのあとで)                                     | 2005. december 17.   | 2007. december 22.          |
| A táncmulatságon a lányok nagyon izgatottak, hogy vajon megjelenik-e a fantom, Szaja viszont zavarban érzi magát és még Anna Marie is gonoszkodik vele. Miután Okamurát meghívó hiányában nem engedik be a bálba, lát egy kamiont behajtani az iskolába, amin a Cinq Fleche emblémája van és követi. Odabent Szaja nem tud elvegyülni és csak a fal mellett áll, amíg meg nem érkezik David és Julia. David utasítja Szaját, hogy figyelje, felbukkan-e Karl, majd lemegy a pincébe kivizsgálni a konténert. Egyszer csak felbukkan a bálon egy Solomon nevű férfi, akiről az összes lány azt hiszi ő a fantom, mivel egy kék rózsa van nála de Szaja tudja, hogy nem ő az. Solomon felkéri Szaját táncolni, majd mikor Van Argiano elhívja, hallja, hogy Min Szajának szólítja a partnerét. Odakint a teraszon Min be akar mutatni egy fiút Szajának, de ő meglátja Karlt és elsiet. Csatlakozik hozzá Julia és Hadzsi és követik Karlt a pincébe, ahol David is van. A kamiont, amire már felpakolták a konténert követte Okamura, de lebukott és az egyik őr leüti. Majd David előjön és rálő a kamionra, de a golyót Karl megállítja, és a falhoz löki Davidet. Ahogy a kamionnak sikerül kihajtania, David szól Juliának, hogy a konténerben Diva van és, hogy értesítse Lewis-t. Szaja bevonja vérével a kardját, majd Hadzsi segítségével harcolni kezd Karllal. A harc során Karl észreveszi, hogy Szaja sebei nem gyógyulnak be, vagyis még nem ébredt fel teljesen. Közben Okamura visszanyeri eszméletét és apja régi fényképezőgépével képeket készít a harcról, majd egy polcon egy sor 1967-es Château Duelt talál. Karl mielőtt távozik, megígéri, hogy még találkoznak Szajával és egy kék rózsát ejt a lábához. Ahogy Szajáék elhagyják az iskolát, találkozik Minnel, aki észreveszi, hogy a tőle kölcsönzött ruha darabokban van és Szaját is sebek borítják, de nincs idő magyarázkodni. Lewis szerint a kamiont a Laoszba tartó hajóra tették, és valószínűleg a folyó mellett lévő Cinq Fleche kutatófarmra viszik. David erősítést kér, és azt tervezi, hogy a folyón követik Diva konténerét. |                                                                                   |                      |                             |
| 12 | Csali a ködben Siroi kiri ni szaszovarete (白い霧にさそわれて)                    | 2005. december 24.   | 2007. december 23.          |
| A folyón felfelé hajózva David elmondja Szajának, hogy a Vörös Pajzs elsődleges feladata Diva megölése, akinek a fantom csak egy chevalier-je. Majd találkoznak a főhadiszállásról érkezett erősítéssel: McCoy, Spencer, Rogers és a vezetőjük Clara. David elmondja nekik, hogy a konténer megfelel annak a leírásnak, amit harminc évvel ezelőtt adtak Diváéról. A további terve, hogy a hajót a folyó mellett hagyják és a kutatófarmot a dzsungelen keresztül közelítik meg, aztán behatolnak az épületbe. Amióta Hanoiban fényképeket látott a vietnámi háborúból emlékképek törnek fel Szajában és attól fél, hogy elveszti önmagát. Az út során az érzés egyre erősödik. Kait, Rikut, Muit és még néhány gyereket is ebben az épületben tartják fogva, és amikor Kait megpróbálják az őrök kivinni a cellájából, leüti őket és kiszabadul. Eközben Argianonak beszámolnak a tesztek második fázisának sikerességéről és hogy az alanyok nem mutatnak zoantropikus tüneteket. De eddig csak gyerekek voltak alanyok, ezért szeretnék a kísérletet kiterjeszteni. A másnapra tervezett bemutató viszont elmarad, mert a vezérigazgató, Solomon nem ér rá. Majd Van elmeséli az egyik emberének, hogy Solomon mióta a cég vezérigazgatója lett, öt év alatt a kis francia gyógyszergyártó céget nemzetközi nagyvállalattá tette. Miközben a Vörös Pajzs egysége továbbhajózik, Clara kétségbe vonja, hogy Szaja alkalmas lesz-e a harcra, mivel még nem tértek vissza az emlékei. Viszont az sem lehetséges, hogy Szaja véréből előre elraktározott adagokkal harcoljanak a chiropteránokkal. Továbbá amiatt is aggódik, hogy Szaja újra elvesztheti az önkontrollját. A farmon Karl fényképeket nézeget, amin Solomonnal együtt szerepel. A képek dátumai között évtizedek vannak, de ők ketten nem öregedtek. Majd belép Solomon és tájékoztatja, hogy tudja ki ölte meg az eddig felbukkanó chiropteránokat, és megérti, hogy Karlt személyes bosszú hajtja, de szerinte nem kellene megölnie Szaját. A dzsungelben haladva Szaja egyszercsak egy dalra lesz figyelmes, amit csak ő és Hadzsi érzékel. A farmon Karl kinyitja a konténer ajtaját, Argiano a tartalmát látva nem érti a helyzetet, de Karl csak annyit mond, hogy ez a nyersanyag a Delta-67-hez. Lent a pincében a fogvatartott gyerekek énekelni kezdenek egy dalt és Riku is hallani kezdi egy nő énekét. A gyerekek kiszaladnak az udvarra, ahol a konténerek vannak, majd elmennek Karllal. Ahogy a Vörös Pajzs egysége közelít az épülethez, két helikoptert látnak elhaladni, feltehetőleg Divaért jöttek. A csoportot körülveszik az éneklő gyerekek, majd az épület erkélyén Karl üdvözli őket, aki azt szeretné, hogy játsszák újra a vietnámi háborút. Az egyik gyerek a csoportra támad, de Hadzsi megállítja a tőrjével. Miután a gyerekek sorra átalakulnak bébi-chiropteránná, a harc megkezdődik, de Szaja képtelen részt venni benne a dal miatt, amit hall. A csoport bejut az épületbe, de McCoy elesik. Az épület belsejében is tovább folyik a harc, de a töltények hatástalannak mutatkoznak. |                                                                                   |                      |                             |
| 13 | A dzsungelben Dzsanguru paradaiszu (ジャングル・パラダイス)                       | 2006. január 7.      | 2007. december 29.          |
| A csapat elbarikádozza magát egy szobában, de a bébi-chiropteránok nemsokára ide is bejutnak és a harc tovább folytatódik. Szaját a földön fekve elragadják az emlékei. Ezután Kai, Rikuékat hátrahagyva belép a szobába. Ott azt találja, hogy már csak Szaja van talpon és önkívületben vagdalkozik. (flashback: Szaja vietnámi "őrjöngése", vélhetően Hadzsi ekkor "vesztette el" a jobb karját) Mikor a lány rátámadna Davidre, Hadzsi megállítja és kéri, hogy ébredjen fel, erre Szaja a nyakába harap és elkezdi szívni a vérét. Karl izgatott, hogy láthatja az általa megismert énjét. Mikor Szaja rátámadna, Kai a nevét kiálltja és ezzel megállítja. A lány magához tér és megijed a vértől, ami beborítja. Karl dühében Kaira támad, de Solomon hangja megállítja, majd Clara próbálja lelőni, de az ablakon keresztül kimenekül. A csapat megmaradt tagjai elindulnak a konténerekhez, de Clara már nem tud tovább menni. A szobában felrobbant egy gránátot, megölve a bébi-chiropteránokat és magát. Az udvaron Karl csatlakozik Solomonékhoz. Röviddel ez után felbukkan Szaja és Solomonban felismeri azt a férfit, akivel táncolt. Argiano és Solomon felszállnak az egyik helikopterre, míg Karl ottmarad és átváltozik egy szokatlan külsejű chiropteránná és harcolni kezd. Eközben Kai visszamegy Rikuhoz a hírrel, hogy Szaja is ott van. Ki akarja vinni az öccsét, de Mui megragadja a karját. Kai látja, hogy a lány bőre elkezdett felrepedezni és ellöki őt, de Riku nem akarja őt hátrahagyni. A két helikopter felszáll, de az egyikre felugrik David, hogy követni tudja a másikat. Éppen sikerül leugrania a gépből mielőtt lelövik azt a másikról, és így annak sikerül elmenekülnie. Argiano Solomont kérdezi, hogy kik lehetnek a támadók. Solomon elmagyarázza, hogy ők a Vörös Pajzs és a terveiket akarják megakadályozni. Argiano meglepődik Karl átváltozásán, hogy a Delta-67-nek ilyen eredménye lett, de Solomon elmondja, hogy az nem annak a hatása volt. Mikor Kai, Riku, Mui és néhány gyerek kiér az udvarra, látják, hogy Karl a földre kényszerítette Szaját, ezért Kai elvonja a figyelmét. Közben a gyerekek és Mui rátámadnak Kaira és Rikura. Ekkor Szaja feláll és újult erővel folytatja a harcot. Sikerül megvágnia Karl lábát, ami elkezd kikristályosodni. Hogy megakadályozza a továbbterjedést, levágja saját lábát és elmenekül. A harc után a gyerekeket és Muit ketrecekbe zárják. Riku megpróbál beszélni vele, de ő próbál rátámadni. Elvesztette önmagát és a keze is kezdett elváltozni. Kai és Riku megígérik, hogy ezután ők is segíteni és védeni fogják Szaját. |                                                                                   |                      |                             |
| 14 | Utolsó vasárnap Szaigo no nicsijóbi (さいごの日曜日)                              | 2006. január 14.     | 2007. december 30.          |
| Vietnámból hazatérve Okinavára Szaja és családja ellátogat az Omoróba. Közben a Vörös Pajzs hajóján David leadja a jelentését a küldetésről és a továbbiakban egy Ted A. Adams nevű ember keresésével fognak foglalkozni, aki chiropteránokon végzett kísérleteket, de 1973 óta nem hallottak róla. Karlról kiderül, hogy az iskolában és a gyógyszerészeti cégnél lemondott posztjairól és azóta nyomát vesztették. Solomonról nem lelhető fel információ öt évnél korábbról. David gyanítja, hogy chevalier, de ezt még nem támasztja alá semmi, Karl viszont bizonyosan az. Szajáék a szabad napjukban ellátogatnak a családi kriptához, hogy megemlékezzenek George-ról. Ahogy belépnek, meglepődve látnak egy gubó-szerű képződményt. Ezt követően, miközben Riku az egyik barátját meglátogatja, Szaja és Kai elmennek ebédelni. Később Kai elviszi Szaját a parkba, ahol találkozik Kaorival. Szajának az az ötlete támad, hogy az iskolában még egyszer kipróbálja a magasugrást. Este a tengerparton a barátaikkal grillpartit tartanak és tűzijátékokkal játszanak. Hadzsi a távolból figyeli őket, de Riku visz neki is az ételből. Szaja tudja, hogy nem maradhat ott, vannak dolgok, amiket el kell intéznie, de amíg a testvérei mellette maradnak, úgy érzi, önmaga maradhat. Közben Lewis tudomást szerez róla, hogy Okamura is nyomozott az iskolában, továbbá kiderítette, hogy Ted A. Adams Jekatyerinburgban van, ezért úgy döntenek, hogy Oroszországba indulnak. |                                                                                   |                      |                             |
| 15 | Követni fogom Oikaketai no! (おいかけたいの!)                                     | 2006. január 21.     | 2008. január 5.             |
| Diva konténerét egy anyahajóra szállították, ahol Solomon és James megbeszélik, hogy Karl még mindig nem került elő, és hogy megerősítették Hadzsi jelenlétét is. Solomon a továbbiakban James-re bízza Diva ügyét, amíg ő megkeresi Karl utódját. Okamura mióta visszajött Vietnámból megakadt a nyomozással, csak a Lycee de Cinq Fleche pincéjében talált bort hozta haza és csak annyit tudott, hogy az ott látott lányt Szajának nevezték. A fényképek nagy része is használhatatlan. A két jól sikerült képen azonban felismerhető ugyanaz a lány, akit az apja lefényképezett harminc évvel azelőtt Laosz mellett. A történetet azonban még mindig nem tudja összerakni, ezért el akar menni Franciaországba a Chateau Duel után nyomozni, de a főnöke nem hajlandó az utat fizetni. Addig is a Naha Egyetem professzorának adja a bort, hogy elemezze ki a tartalmát. A professzor megemlíti, hogy a kozai kórházból elvittek egy beteget ugyanolyan védőruhás emberek, akik után már korábban is érdeklődött. A kórházban megtudja, hogy a beteg George volt és az eset után az egész családja eltűnt az Omoróból. A bárt azonban zárva találja, ezért elmegy az egyik rivális újság riporteréhez, ahol részleteket tud meg az estről, mikor Forrest megtámadta George-ot, és hogy a lányát Szajának hívják. A Koza Középiskolában Mao dühösen számon kéri Kaorin, hogy neki miért nem szóltak, hogy nemrég a városban jártak Kaiék és a mostani hollétükről kérdezi, de azt Kaori sem tudja. Okamura a beszélgetést hallva felfigyel Szaja nevére. A lányoknak megmutatja az apja és az általa készített fényképeket és ők felismerik rajtuk Szaját. Okamura egy bárban folytatják tovább a beszélgetést Maoval, ahol megtudja, hogy a lány apja a befolyásos Jahana banda vezetője. Majd kap egy hívást a professzortól, hogy az irodájába betörtek, de csak a Chateau Duelt vitték el. Mivel Szaja hollétét nem tudják, az egyetlen nyom Franciaországba vezetne, de az utat nem tudná egyedül kifizetni. Mao az apjától elhozza a nyomozáshoz szükséges pénzt, de ezért cserébe két feltételt szab: Okamurának magával kell vinnie őt is, hogy megtalálhassa Kait, és a jelenlétében nem dohányozhat. Okamura végül elfogadja, már csak azért is, mert Mao apjának emberei már keresik őt. |                                                                                   |                      |                             |
| 16 | A Transzszibériai expressz Siberian ekuszupureszu (シベリアン・エクスプレス)      | 2006. január 28.     | 2008. január 6.             |
| A Jekatyerinburgba vezető úton a Vörös Pajzs hajója Vlagyivosztokban köt ki. Találkoznak a szervezet egy helyi tagjával, Elizabetával (Liza), aki azt javasolja, hogy onnantól a Transzszibériai expresszel menjenek tovább, mivel az időjárás miatt nem lehet repülővel menni. Habár a teljes út hét napig tart, a vonat teljes kényelemmel szolgál, és útközben még össze is barátkoznak egy idős hölggyel és két fiatal férfival. Az egy nappal a megérkezésük előtti éjszakán, valami titokban megharapja Liza nyakát és a ruhátlan testét kilöki a mozgó vonatból. Később mégis megjelenik azt a gyűrűt viselve, amit korábban az idős hölgy viselt. Ekkor a két fiatal férfi, akiknek valamilyen szert adtak be, átváltozik chiropteránokká és Szajéékra támadnak. Mivel a vonatban nem tudnak harcolni, elindulnak a poggyász-kocsi felé. Kai eleinte nem hajlandó követni David utasításait és az apja pisztolyát is visszakéri Davidtől, de hamarosan belátja, hogy képtelen lenne a harcra. Hadzsi a tetőn harcol az egyik szörnnyel, amit végül Szaja öl meg. A másikat Lewis és David a vonat kerekei közé löki, de az még megragadja Riku lábát és lerántja őt a vonatról, de Szaja és Hadzsi utána ugranak. Eközben Julia látja Lizát is leugrani, aki végig figyelte a harcot. Ezután Lewis megállítja a vonatot és elkezdik Szajákat keresni, de ő eszméletlenül fekszik a hóban. |                                                                                   |                      |                             |
| 17 | Emlékszel az ígéretre? Jakuszoku oboeteru? (約束おぼえてる?)                      | 2006. február 4.     | 2008. január 12.            |
| Ahogy Szaja fekszik a hóban egy álmot lát a múltról. Az álomban Hadzsival egy barlangban vannak. Szaja nagyon fáradt, már három éve, hogy felébredt. Azon töpreng, hogy ha elalszik, lesz-e valaki is, aki emlékezni fog rá, mikor felébred, de Hadzsi megígéri, hogy ő mindig várni fogja. Másnap folytatják az útjukat, hogy megtalálják Grigorijt. Habár állítólag már meghalt, információik szerint egy Pokrovszkoje nevű falu környékén rejtőzhet. A forradalom utáni zavaros helyzet ideálissá teszi ezt számára. Egy öreg nő megerősíti, hogy az Efimovics család tagja és a Raszputyin nevet züllöttségéről kapta. Továbbá elmondja, hogy a falu fiataljai mind elmentek. Az egy kivétel Szonja, egy Jurij nevű tudós lánya. Szonja pont arra jár, és izgatottan a találkozástól invitálja őket, hogy az éjszakát töltsék nála. A ház felé tartva, mikor átkelnek egy hídon, annak rossz állapota miatt mind beleesnek a folyóba. Miközben odabent melegednek, Szonja elmeséli, hogy az apja azzal foglalkozott, hogy „embereket teremtsen”. Éjjel, mikor már alszanak, Hadzsi az ablakból meglát valakit odakint járni, ezért kimegy megnézni, de hirtelen egy dárda keresztülszúrja a mellkasát. Reggel Szaja arra ébred, hogy Szonja az ágyában fekszik átölelve őt és arra kéri, hogy éljen vele, mivel a falusiak nem kedvelik az apja kísérletei miatt. Szerinte azzal nincs semmi baj, ha az embereket is tökéletesebbé akarják tenni. Miután Szaja felöltözik, látja, hogy odakint az öregasszony egy baltával megölte Szonját. Látta az emberek vérét szívni, ezért szerinte a lány egy démon. Ekkor Szonja az átalakult karjával összezúzza a nő fejét. Szaja rájön, hogy a lány igazából chiropterán. Szaja a balta után nyúl, de Szonja előbb elveszi azt. Hadzsi megjelenik, hogy átadja a kardot, de Szonja eltűnik. Ezután Hadzsi elmagyarázza, hogy Jurij és Szonja segítették Grigorij kutatásait, de Grigorij 1916-os meggyilkolása után visszatértek a faluba, de addigra a lányt már Grigorij helyettesítette, felvéve annak alakját. Mikor megtalálják Grigorijt, egy hintó mellett áll. A kocsis azt mondja neki, hogy Diva aludni kíván, majd elhajt. Grigorij ottmarad, hogy megvédje Divát és chiropteránná változva harcol Szajával és Hadzsival. Végül Szajának sikerül leszúrnia a vérével bevont karddal. A harc után Szaja kimerülten esik Hadzsi karjába és érzi, hogy eljött a hosszú álom ideje. Megkérdezi Hadzsit, hogy emlékszik-e az ígéretre, hogy mi lesz, ha majd legyőzi Divát. Szaja elhaló hangon még egyszer elismétli az ígéretet, majd álomba merül. Visszatérve a jelenbe, Szaja magához tér és Hadzsi már mellette van. Megkérdezi tőle, mi volt az ígéret, amit egymásnak tettek, de Hadzsi csak annyit mond, hogy majd megtudja, ha eljön az ideje. |                                                                                   |                      |                             |
| 18 | A Hold Jekatyerinburg felett Ekaterinburugu no cuki (エカテリンブルグの月)        | 2006. február 11.    | 2008. január 13.            |
| Szaja, Hadzsi és Riku biztonságban felszálltak a vonatra egy Tyumen nevű városban Jekatyerinburgtól 300 km-re. Amíg nem érkeznek meg, a csapat többi tagja Ted A. Adams után nyomoz. David, Lewis és Kai a házához mennek, de őt nem találják ott. Viszont találnak egy 1991-ben készült képet, aminek a hátterében egy atomerőmű van, továbbá egy összetépett levelet Izlandról, Philip Rosenbergnek címezve. Rosenberg egy másik tudós, aki Adams-el együtt szökött el Vietnámból, de őt sem látták már tíz éve. Ellátogatnak Rosenberghez, hogy Adams hollétéről kérdezzenek, de annyira beteg, hogy nem tud válaszolni. Csak elhaló hangon bocsánatot kér egy Andrej nevű embertől, és megígéri, hogy egy nap megmutatja neki a Holdat. A falon meglátnak kiakasztva egy ugyanolyan fényképet, mint amilyet Adams házánál találtak és ezen el tudnak olvasni egy feliratot: Szverdlovszk 51. Adams már ott van, hogy meglátogassa Andrej nevű fiát, aki chiropteránná változott és egy betontömbbe van zárva. Davidék belépve a létesítménybe egy aknát találnak, amibe egy felvonón lehet leereszkedni. David Kainak adja George pisztolyát és utasítja, hogy várjon fönt, amíg Lewisszal lemennek. Lent bombákat találnak, és azt látják, hogy Adams véresen a földön fekszik és a chiropterán is feléledt. Lewis elvonja a figyelmét, amíg David próbálja elmozdítani Adams testét, de a szörny megsebesíti David hátát. A betontömb leesik a felfüggesztéséről, de Davidéknek sikerül elvinni Adams-et a felvonóig. Ott kikérdezik, és elmondja, hogy Vietnámban azt mondták nekik, hogy a kísérletek a vér hosszútávú eltarthatóságára irányulnak, de valójában egy különleges vér eltarthatóságán dolgoztak. Ez a vér egy Diva nevű fiatal lánytól származik és ez a Delta-67 forrása. Ahogy felér a felvonó, az elszabadult chiropterán felmászik rá és megtámadja őket. Az akna tetején Kai rálő a szörnyre, ezzel magára terelve a figyelmét, majd hozzávág egy benzines kannát. Ezt a chiropterán elkapja a szájával, de az üzemanyag kifolyik, amit David egy lövéssel begyújt. Ahogy a szörnnyé változott Andrej lángra kap, felnéz a Holdra, majd lezuhan az aknába. Mielőtt Adams meghal, még megkéri Davidet, hogy robbantsák fel az épületet a bombákkal, amiket elhelyezett. Miután ezt megteszik, David összeesik a korábban kapott seb miatt. Mindeközben Liza már együtt utazik a vonaton Szajával, Hadzsival, és Rikuval. |                                                                                   |                      |                             |
| 19 | Megtört szív Oreta kokoro (折れたココロ)                                          | 2006. február 18.    | 2008. január 19.            |
| Szaja, Hadzsi, Riku és Liza megérkeznek a szállodába Jekatyerinburgban, de nem találják ott a csapat többi tagját. Miközben Szaja zuhanyozik, Liza az álmairól kérdezi őt. Ezután négyen elmennek az étterembe, ahol Liza arról kérdezi Szaját, hogy gondolkodott-e már a chiropteránok létezésének értelméről és hogy mik a vágyai. Szaja csak azt válaszolja, hogy az ő kötelessége a chiropteránok legyőzése. Liza szerint összekeveri a kötelességeit a saját vágyaival. A beszélgetés közben Riku hirtelen rosszul lesz, felmegy a láza, ezért ágyba fektetik. Riku szobájában Liza tovább folytatja a beszélgetésüket. Szaja azt mondja, hogy ha nem kellene harcolnia, akkor a családjával élne Okinaván, de Liza szerint, amíg ő harcol mások is bele fognak keveredni és el fogja veszíteni őket. A beszélgetés egyre kényelmetlenebbül érinti Szaját, de mielőtt teljesen összeroppanna, Hadzsi közbelép. Ekkor rájönnek, hogy aki előttük áll, az nem az igazi Liza, de kérdésükre nem fedi fel magát. Az ál-Liza kilöki Hadzsit az ablakon, utána ugrik és harcképtelenné teszi őt. Szaja a kardjával követi őket. Az ál-Liza azt mondja Szajának, hogy ő sem ember, hanem chiropterán és ezidáig a saját fajtája ellen harcolt. Szerinte Hadzsi szembefordult sorsával, mikor nem árulta el Szajának az igazat és bukott chevalier-nek nevezi őt. Hadzsi megpróbál harcolni az ál-Lizával, de ő könnyedén kivédi és hátulról átszúrja a mellkasát a kezével. Ezután Szaja bevonja a kardját a vérével és az ál-Lizára támad, de ő minden kardcsapását kikerüli, végül kettétöri a kardot. Majd elmondja Szajának, hogy van egy vértestvére, Diva. Tehát a Vörös Pajzs arra akarja felhasználni őt, hogy megölje a saját testvérét. Az ál-Liza szerint az egészről tudott mindenki a Vörös Pajzsban és Hadzsi is, de ha többet szeretne megtudni, el kell mennie az „Állatkertbe”, ahol minden elkezdődött. Ekkor az ál-Liza a távolban meglát három köpenyes alakot, akiket sifuknak nevez, majd miután visszavonulnak, ő is eltűnik. Mikor Davidék megérkeznek, Szaját már nem találják a szállodában, csak a törött kardját az udvaron és egy papírdarabot, amire csak egy szó van írva: hazug. Az anyahajón Diva konténerének ajtaja nyitva van és valószínűleg már több katona vérét is kiszívta. |                                                                                   |                      |                             |
| 20 | Chevalier-ék Suvarie (シュヴァリエ)                                               | 2006. február 25.    | 2008. január 20.            |
| Egy kutatóközpontban Argiano készülődik az izlandi útjára, amikor egyszer csak két sifu betör az épületbe és ölni kezdik a chiropteránokat. Egyikük megharapja az egyik chiropterán nyakát, de kiköpi a vérét. Miután megállapítják, hogy az a vér nem megfelelő és egy chevalier vére kell nekik, sietve elhagyják az épületet. David, Kai, Riku, Lewis és Julia helikopterrel leszállnak a Vörös Pajzs főhadiszállásaként szolgáló óceánjáróra. Joel informálja őket, hogy Elizabeta holttestét megtalálták Jekatyerinburgtól 300 kilométerre a vonatsínek mellett. Habár tíz napja halott volt, egy hete látták Jekatyerinburgban. Ebből az következik, hogy a vonatút közben valaki felvette az alakját és helyettesítette őt. Erre csakis a chevalier-ék képesek, és éppen ezért 72 órás megfigyelés alá helyezik Davidéket. Szaja és Hadzsi stoppal utaznak az Állatkert felé. Szaja még mindig feldúlt, de reméli ott választ kap a kérdéseire. Hadzsi nem hajlandó elmondani neki a teljes igazságot, mert arra magától kell rájönnie. Solomon, James és Nathan készülődnek egy családi megbeszéléshez. Diva is ott van, de ő még alszik. Solomon elmondja Nathannek, hogy még Amshel nem találkozott Divával, vagyis még nem kapta meg az „ébredés vérét”. A hajón Kai egyedül marad Daviddel és újra követeli tőle, hogy mondjon el mindent Szajáról. David elmondja Joel naplójáról, hogy ez az az irat, amiben feljegyezték a chiroptéránokkal folytatott harc és Szaja történetét. De csak az olvashatja el, aki felteszi az életét a chiropteránok elleni harcra. Amshel a találkozóra Elizabeta alakjában érkezik meg, csak ott alakul vissza. Elmondja, hogy idáig Oroszországban volt, ahol találkozott Szajával és Hadzsival. A terveiknek a része, hogy elkapják Hadzsit, ezért kérdőre vonják, hogy miért nem tette meg mikor alkalma volt rá, de ő azt válaszolja, hogy el akarta kerülni a fölösleges vérontást, és szeretné, ha Hadzsi szabad akaratából állna át az oldalukra. Ezért hívta meg őket az Állatkertbe. Azonban Szaját félre kell állítaniuk, hiszen fenyegetést jelent Divára. Habár Solomon hezitál, végül minden chevalier beleegyezik a tervbe. Solomont a folyóparton megtámadja két sifu, mivel egy chevalier vére kell nekik. Solomon bal karját kard-szerűvé formálja és harcolni kezdenek. A sifuknak sikerül levágniuk a karját, de végül Solomon megöli őket. |                                                                                   |                      |                             |
| 21 | A sifuk támadása Szuppai budó (すっぱいブドウ)                                    | 2006. március 4.     | 2008. január 26.            |
| A nyolc megmaradt sifu egy temetőben gyűlik össze. Irene észleli Szaja jelenlétét, ezért követni kezdik őt. Argiano felhívja Solomont Izlandról, és szerinte a Goldsmith-ek klónozási és genetikai manipulációs kísérleteket folytattak ott, de történt valamilyen baleset és semmi nem maradt hátra. A helyiek szerint a balesetben meghaltak összes vérét kiszívták. Mao és Okamura autója lerobban, miközben Franciaországban utaznak a Chateau Duel után. Amíg Okamura elsétál vízért, Mao épp Kairól álmodozik, mikor Solomon megjelenik mögötte az autójával. Miután elhajt, Mao felismeri, hogy ő a Cinq Fleche vezérigazgatója. Szaja tovább utazik Hadzsival, de egyre gyengébb kezd lenni, ezért Hadzsi felajánlja a vérét, de Szaja elutasítja. Okamuráék végül eljutnak Chateau-ba, ahol a bor termelőjétől megtudják, hogy az 1967-es évjárat egészét felvásárolta a Cinq Fleche. Mao észreveszi, hogy a bor címkéjén szereplő kastély nem azonos az ottanival. A bortermelő elmagyarázza, hogy az eredeti kastély a dombon túl fekszik. A terület egy Joel Goldschmidt nevű ember tulajdona volt, de a kastély leégett és mindenki, aki ott volt meghalt. Mivel senki sem akarja megvenni a területet az már több, mint száz éve érintetlen. Továbbá azt beszélik, hogy a tűz kitörésekor már mindenki halott volt és a testeikből az összes vér eltűnt. A férfi elmondja, hogy a nagyapja a tűzvész után meglátogatta a romokat és egy éneklő fiatal lányt talált ott, kék rózsával a kezében. Éjszaka a sifuk utolérik Szajáékat és körbeveszik őket, hogy a vérüket vegyék. Hadzsi felkapja Szaját és elviszi egy barlanghoz, ahol elbújtatja, majd egyedül visszamegy harcolni, de végül nem bír a túlerővel. Guy keresztülszúrja Hadzsi testét és egy fához szegezi, majd iszik a véréből. Azt reméli, hogy meggyógyítja a „jel”-et, ami már megjelent a karján. Mivel nem így történik, Szaja ellen fordulnak, de ekkor kezd felkelni a Nap, ezért a sifuknak el kell menekülniük. A temetőbe, ahová mennek, Guy egy kőtáblán fekszik és a „jel” már egyre jobban szétterjedt a testén. Megértette, hogy egy chevalier vére nem fogja őket meggyógyítani. Ahogy a napfény eléri, Guy teste zöldes lánggal elég. |                                                                                   |                      |                             |
| 22 | Az Állatkert Dóbucuen (動物園)                                                    | 2006. március 11.    | 2008. január 27.            |
| Szaja és Hadzsi megérkeznek az Állatkerthez, a helyhez ahol Szaja született. Ahogy egyre beljebb hatolnak, Szaja emlékei felidéződnek. Először arra emlékszik vissza, amikor Joel bemutatja Hadzsinak. A fiú akkor körülbelül tízéves lehetett, és azért került a házhoz, hogy Szaja új barátja legyen. Kezdetben Szaja önzően bánik vele és ezért Hadzsi is ellenségesen viselkedik vele. Ezért Szaja úgy dönt, hogy ha csellóleckéket ad a fiúnak, akkor talán közelebb kerülhetnek egymáshoz. Majd mikor megtudja, hogy Hadzsit megvették, onnantól kezdve együttérzőbben viselkedik vele. Szaja elmondja neki, hogy az álma, hogy beutazza a világot a kardjával, és szeretné, hogy Hadzsi is vele tartson. Ahogy az évek múltak, nyilvánvalóvá vált, hogy Szaja nem öregszik és a sebei is azonnal begyógyulnak. Ezen kívül Hadzsi észrevette, hogy Szaja a szolgáktól rendszeresen vért kap. Erről megkérdezi Joel, aki azt mondja, hogy Szajának vér kell, hogy élhessen, de azt ő sem tudja, hogy miért. Egyszer, Joel születésnapjára egy piros liliomot szeretne ajándékozni neki Szaja, de az csak egy sziklafal peremén nő. Hadzsit kéri meg, hogy másszon le érte, de ő megcsúszik és lezuhan. Szaja odasiet hozzá, de Hadzsi túl sok vért vesztett. Eszébe jut a beszélgetés, amit meghallott Joel és Hadzsi között arról, hogy Szajának vérátömlesztésre van szüksége, ezért azt gondolja, ha ad Hadzsinak a saját véréből, az talán megmentheti. Megvágja a kezét és vért vesz a szájába. Megcsókolja Hadzsit, ezzel késztetve, hogy igyon belőle. Ettől Hadzsi görcsös rohamot kap és megáll a szíve, de végül túléli. Ezután Szaja visszafut a házhoz, de az már lángokban áll. Azóta nem öregszik Hadzsi sem, de ő ezt nem bánja, mert emiatt lehetett mindvégig Szaja mellett. Ekkor visszaemlékszik arra, mikor egy torony előtt állva egy lány énekét hallja fentről. Megkérdezi tőle, hogy lehetnek-e barátok, mire egy kék rózsa hull le hozzá. Rájön, hogy az énekes a testvére, Diva. Ezt Solomon is megerősíti, aki éppen ekkor lép elő. Azt mondja, hogy ők az anyáik és szerelmeik. |                                                                                   |                      |                             |
| 23 | Két chevalier Futari no suvarie (ふたりのシュヴァリエ)                            | 2006. március 18.    | 2008. február 2.            |
| Mivel Davidék azt az információt kapták, hogy Szajáék az Állatkert felé tartanak, ők is odamennek. Ő és Lewis magukkal viszik Kait és Rikut, hogy segítsenek a keresésben. Collins nemtetszését fejezi ki a jelenlegi Joelnek, amiért Davidéket egyedül engedte el. Ahogy Solomon közelít Szajához, Hadzsi rátámad, és a kezét keresztülszúrja a mellkasán, de a seb azonnal begyógyul. Ebből Szaja számára is világos, hogy ő egy chevalier. Kettesben akar beszélni Szajával, aki Hadzsi ellenkezése ellenére beleegyezik. Solomon szeretne véget vetni a szerinte értelmetlen harcnak. Elmondja, hogy az Állatkert onnan kapta a nevét, hogy ott gyűjtöttek össze a világ minden tájáról élőlényeket, hogy kísérletezzenek rajtuk, hogy új fajokat teremtsenek. Szaja és Diva is csak Joel Goldschmidt kísérleti alanyai voltak. Szaja ezt nem fogadja el, mondván, hogy Joel a lányaként bánt vele mindig. Solomon szerint viszont ők az igazi családja és itt az ideje, hogy szakítson a műcsaládjával. Szaja igazi családjának tekinti Kait és Rikut, habár nincs vérségi kötelék köztük. Solomon viszont kétli, hogy elfogadnák őt, ha tudnák, hogy már több mint százéves és mások vére nélkül nem maradhat életben. Mivel Szaja még nem emlékszik rá, Solomon elmagyarázza, hogy Szaja és Diva két harmincéves alvási periódus között csak néhány évig vannak ébren, és addig egy gubóban alszanak. Szaja is egy chiropterán és a faj királynőjének vérét örökölte. Solomon elmondja, hogy Amshel meg akarja ölni Szaját, de szerinte, ha önként átállna, a fivérei is elfogadnák. Mikor már majdnem meggyőzte Szaját, Hadzsi közbelép és harcolni kezdenek. Eközben Riku újra hallani kezdi a dalt, amit már korábban is hallott. Azt hiszi Szajától ered, ezért követni kezdi azt egy toronyba. A dalt Szaja is hallani kezdi és ő is odasiet. Ahogy belép a torony tetejében lévő helységbe, Divát találja ott, amint Riku vérét szívja. |                                                                                   |                      |                             |
| 24 | A titokzatos dal Karojaka naru utagoe (軽やかなる歌声)                            | 2006. március 25.    | 2008. február 3.            |
| Solomon a harcának Hadzsival véget akar vetni, ezért sziklaomlást okoz, ami maga alá temeti. De ekkor meghallja Szaja kiáltását, amint meglátja Divát, ahogy Riku vérét issza. Szaja visszaemlékszik Joel születésnapjára, ahogy Diva Joel vérét szívja és arra is, hogy ő volt az, aki kiengedte Divát a toronyból azon a napon, hogy meglepje a vendégeket. Hogy megölje Divát, felvesz egy hegyes fémdarabot, beleszúrja a karjába, hogy bevonja a vérével. Divára támad, de ő könnyedén visszalöki. David és Kai felérnek a toronyba. Kai meglátja Riku mozdulatlan testét és David rálő Divára, de a lövés hatástalan. Diva a falhoz löki Davidet és mikor Kai felé közelít, Szaja közbelép, de őt is ellöki olyan erősen, hogy a falon keresztül kizuhan. A földre esve beomlik a talaj alatta és továbbzuhan a kastély csatornájába. Diva utánamegy „bújócskázni”. Szaja egy fegyverraktárba menekül, ahol felvesz egy kardot. Nemsokára Solomon megjelenik előtte, majd Diva is. Solomon kérdésére, hogy őt ki vitte oda, Diva azt válaszolja, hogy Amshel. Solomon még egyszer megpróbálja meggyőzni Szaját, hogy csatlakozzon hozzájuk, de ő tovább folytatja a harcot a chiropteránok ellen. Ezt hallva Solomon, mint Diva chevalier-je, Szaja megölése mellett dönt. A harc során kikerülnek az épületből és Szaja kardja eltörik. Mivel Szaja nem volt hajlandó vért inni, könnyebben kimerült és a földre rogyott. Ekkor Diva, úgy dönt, megöli Szaját a vérével, mivel a vérük végzetes egymásra nézve. Mikor már lesújtana a letört kardvéggel, Hadzsi közbelép. Ez után Diváék visszavonulnak. Eközben a toronyban Riku már túl sok vért vesztett és látszólag semmit sem lehet tenni. Szaja, miután felér a toronyba, elmondja, hogy ő megmentheti, ha a vérét adja neki, de figyelmezteti Kait, hogy ha megteszi, akkor Riku onnantól kezdve nem fog öregedni. Kait viszont csak az érdekli, hogy életben maradjon, ezért végül Szaja megitatja Rikuval a vérét. Riku teste vonaglani kezd, ezért a többiek lefogják. Ahogy Solomon és Diva elhagyják az Állatkertet, találkoznak Amshellel, akitől Solomon megkérdezi miért vitte oda Divát. Ő azt feleli, hogy Diva kívánsága volt és kérdőre vonja fivérét, hogy ő mit keres ott. Diva rájön, hogy Solomon szerelmes Szajába. |                                                                                   |                      |                             |
| 25 | A Vörös Pajzs Akai tate (赤い盾)                                                  | 2006. április 1.     | 2008. február 9.            |
| Okamura és Mao eljut az Állatkertbe, ahol megtalálják a nemrég folytatott harc nyomait. Riku gyenge életjelekkel, eszméletlenül fekszik a Vörös Pajzs főhadiszállásaként szolgáló hajón. Szaja aggódik amiatt, hogy Kai nem fog megbocsátani neki, amiért örökre megváltoztatta. Szaját meghívják az eligazításra, ahol Collins jelentést ad Riku állapotáról. Szeretné tovább megfigyelni, de Joel figyelmezteti, hogy ne kezelje kísérleti egérként. Ezen kívül jelentés érkezik róla, hogy Izlandon egy ismeretlen csoport megtámadott egy genetikai kutatóintézetet. Az izlandi népesség genetikai vizsgálatával egy Goldsmith-ekhez tartozó céget bíztak meg. A megbeszélés harmadik témája Szaja találkozása a sifukkal. Csak annyit tudnak meg róluk, hogy Szaja szerint nem chevalier-ék. Collins javasolja, hogy Szaja felügyeletét ezentúl ne David gyakorolja, de Joel ezt elutasítja. Ezután Joel négyszemközt beszél Daviddel. Előveszi „Joel Naplóját”, és elmondja, hogy a Goldschmidt család mindenkori feje megkapja a Joel nevet és a Vörös Pajzs vezetője lesz. Ezzel együtt öröklik a felelősséget, hogy megküzdjenek a Goldschmidt birtokon történt katasztrófa következményeivel. Julia a tesztek futtatása közben Riku DNS-ében az adenin, guanin, citozin és timin mellett talál egy ötödik nukleobázist is, amivel a tudomány eddig még nem találkozott. Collins szerint ezért akár Nobel-díjat kaphatna, ha publikálhatná az eredményt. Később Collins egy telefonhívást kap Van Argianótól, aki éppen Izlandon tartózkodik. A cége számára kéri a segítségét, és az embereknél is fejlettebb életformák említésével felkelti az érdeklősét, aminek a kutatásával a Nobel-díj is elérhetővé válna. Arra kéri, hogy egy hét múlva találkozzanak Párizsban. Okamura és Mao egy motelszobában találnak szállást. Mao aggódik Kai miatt, hogy életben van-e még, Okamura pedig az Állatkert tulajdonosa után olvas. David odamegy Szajához a hajó fedélzetén, hogy bocsánatot kérjen amiatt, hogy eltitkolták a múltját. Majd odaadja Szajának az új kardját. A kardba egy vörös kristályt foglaltak. David elmondja, hogy a Vörös Pajzsnál mindenki visel egy hasonló kristálydarabot, ami egy chiropterán testéből készült. A kardban lévő darab George-hoz tartozott. Mikor Mao már alszik, Okamura továbbolvas és rájön, hogy a Goldsmith-ek a Goldschmidt család egyik mellékága. Ekkor eszébe jut, hogy a Goldsmith család a főrészvényes a Cinq Fleche-ben, aminek az vezérigazgatója Solomon Goldsmith. Hogy tovább folytassák a nyomozást, vissza kell menniük Párizsba. Eközben Riku állapota változni kezd és felébred. |                                                                                   |                      |                             |
| 26 | Akik Szaját szolgálják Szaja ni sitagau mono (サヤに従うもの)                     | 2006. április 8.     | 2008. február 10.           |
| Solomon és James a sifukról beszélgetnek, azonban csak annyit tudnak, hogy ők is chiropteránok, de különböznek a chevalier-éktől. Solomon szerint Amshelnek köze van a dologhoz, de James inkább Solomon árulásának lehetőségét veti fel, amiért szembeszállt a közös döntésükkel. Diva úgy dönt, látni szeretné „azt” a fiút. Kai nem akarja elfogadni, a tényt, hogy Riku megváltozott és túlzásba viszi a törődést, pedig ezentúl sem ételre, sem alvásra nincs szüksége. Julia a vizsgálatokból kiderítette, hogy annak ellenére, hogy Riku testfelépítése nem változott, testi ereje azonos lehet Hadzsiéval. Riku megkérdezi, hogy mi történt vele, de Kai nem hajlandó elmondani. Hadzsi elmondja neki, hogy az, akit az Állatkertben látott, az Diva volt. Ekkor hirtelen a sifuk támadást indítanak a hajó ellen. Szaja azonnal felébred és Hadzsi hozzásiet. Kai egy pisztollyal indul harcolni. Irene érzékeli Szaja és Hadzsi jelenlétét a hajó tetején, ezért a sifuk is odamennek és harcolni kezdenek. Majd a Vörös Pajzs emberei is csatlakoznak. A küzdelembe Riku is belekeveredik és a vér látványa különös érzést vált ki belőle. Kai közbelép, mikor az egyik sifu Rikura támad, de nem bír vele és végül Szaja állítja meg. Riku menekülés helyett le próbálja fogni az egyik sifu fegyverét, de ő beledöfi azt a fiú vállába. A seb azonnal begyógyul, így mindenki számára világos, hogy Riku egy chevalier. Az egyik sifu indulatosan rátámad, de Szajának sikerül megölnie, majd a megváltozott erőviszonyok miatt a sifuk visszavonulnak. Egyszercsak Riku szomjúságot és égető érzést érez a mellkasában, David szerint vérre van szüksége a regenerálódáshoz. Kai felajánlja, hogy az öccse megharapja a nyakát és az ő véréből igyon. |                                                                                   |                      |                             |
| 27 | Szeretlek Párizs Pari dzsutému (パリ・ジュテーム)                                 | 2006. április 15.    | 2008. február 16.           |
| David és Lewis aggasztó híreket kap arról, hogy egyre több holttestet találnak Párizs utcáin, akiknek mind kiszívták a vérét. Nem tudni azonban, hogy a sifuk, a chevalier-ék vagy Diva volt-e az elkövető. Szaja viselkedése megváltozott, mert felelősnek érzi magát a Rikuval történtek miatt és Kainak is problémái vannak a helyzet elfogadásával. Kai az Eiffel-toronynál bámészkodva egyszercsak észreveszi az egyik sifut, Irene-t, és követni kezdi. A lány ártatlanul sétálgat a városban, amíg meg nem támadja két huligán. Miután Kai elkergeti őket, megkérdezi Irene-től, hogy miért nem bántotta őket, hiszen ő is chiropterán. Azt feleli, hogy ő már nem akar ölni. A napsugarak elől Irene próbál fedezékbe vonulni, de összeesik. A többi sifu aggódik miatta, hiszen ő az egyetlen, aki érzékelni képes Szaja jelenlétét. Kai elviszi egy árnyékos helyre, hogy ott kikérdezhesse a sifukról. Szaja elmegy a könyvtárba, hogy megnézzen bizonyos mikrofilmeket. Ugyanott nyomoz Okamura és Mao is a Goldsmith-ek és a Goldschmidtek közti kapcsolatról. Megtudják, hogy a Goldsmith-ek a Goldschmidt család egy ága volt az Állatkert 1830-as megalapításakor. Azonban a Goldschmidt család eltűnt, miközben a Goldsmith-ek ismertté váltak. A világháborúk alatt megerősödtek, megalapították a Cinq Fleche Gyógyszerészetet, és globális terjeszkedésbe kezdtek. Okamura azt tervezi, hogy a Goldschmidtek után kutatva eljut végül Szajához is. Irene elmeséli Kainak, hogy a sifukat egy Kilbed nevű helyen hozták létre. Megtanították nekik, amit tudniuk kell az emberekről, majd megtanították őket harcolni. A fogságból csak akkor engedték el őket, ha harcolniuk kellett. Mivel a sebeik azonnal begyógyultak, természetesnek vették, hogy nem halnak meg. Egészen addig, amíg fel nem fedezték a „jel”-et. Akin megjelent, annak a testét idővel teljesen elkristályosítja és megöli. Egy napon Moses elhatározta, hogy megszöknek és megszabadulnak a „jel” fenyegetésétől. Irene megmutatja, hogy rajta is látszódik már a „jel”, és elmondja, hogy a gyógyuláshoz arra a vérre van szükségük, amelyikből létrehozták őket: Diváé és Szajáé. Kai azt javasolja, hogy egyszerűen kérjék meg Szaját, hogy adjon a véréből és ne erővel próbálják elvenni. Ezután Kai a hátán viszi Irene-t, mivel ő még túl gyenge. Mikor meghallja Diva énekét leugrik Kai hátáról és elfut, de Kai követi őt. Divát Szaja is észreveszi, de meglátja Kait, ahogy Irene után fut. Hirtelen feltűnik a többi sifu is. Irene kéri őket, hogy ne öljék meg Kait. Szaja is megjelenik Hadzsival, de mielőtt harcolhatnának, a sifuk visszavonulnak. Hadzsi követni akarja őket, de Kai szerint ők nem ellenségek. |                                                                                   |                      |                             |
| 28 | Határozott élettartam Kagiri aru mono (限りあるもの)                              | 2006. április 22.    | 2008. február 17.           |
| Szajáék azon töprengenek, hogy a sifukat vajon ellenségnek kell-e tekinteniük. A korábbi viselkedésük alapján erre következtetnek. Szaja kötelességének érzi, hogy végezzen minden chiropteránnal, de Kai szerint nem mindegyik feltétlenül ellenség: például maga Szaja és Riku. Eközben Irene állapota egyre rosszabbodik, így mielőbb szüksége volna Szaja vérére. Miközben Kai és Szaja vitatkoznak az udvaron, Okamura és Mao hirtelen megjelenik előttük. Julia beszámolót tart a Vörös Pajzs vezetőségének az eredményeiről. Elmondja, hogy Riku DNS-ében talált egy ötödik alkotóelemet, amivel eddig még soha nem találkoztak, még chiropteránok esetében sem. Ezidáig azért nem vették észre, mert csak egy rövid időintervallumban kimutatható, és miután elvégezte a deformációt, átírja saját molekuláris felépítését. Julia R-elemnek nevezi a rejtőzködő tulajdonsága miatt. Ez az elem felelős a biológiai átalakulásért, valamint a chiropteránok emberfeletti képességeiért. Maót és Okamurát őrizetben tartják egy rövid ideig, majd azt tanácsolják nekik, hogy térjenek vissza Japánba. Mao nem akarja otthagyni Kait és Okamura is szeretne minél többet megtudni. Davidék számára kiderül, hogy Okamura már idáig is sok mindent kiderített. Ekkor a falon keresztül betörnek a sifuk a lakásba és harcolni kezdenek. Szaja kiugrik az ablakon az udvarra, hogy elvonja őket. Mikor Irene megjelenik, David rálő, de ő nem tudja kivédeni. Kai közéjük áll és kéri, hogy ne bántsák. A többi sifu megérzi, hogy Irene összeesett és hozzásietnek. Szaja is követi őket, de mielőtt tovább harcolhatnának, Kai könyörög Szajának, hogy mentse meg Irene-t és adjon neki a véréből. |                                                                                   |                      |                             |
| 29 | Megátkozott vér Norovareta csi (呪われた血)                                       | 2006. április 29.    | 2008. február 23.           |
| Kai könyörög Szajának, hogy adjon Irene-nek a véréből. Szaja először hezitál, mivel idáig a vérével megölte a chiropteránokat, de végül beleegyezik. Miután Irene szájába csepegteti a vérét, a „jel” kezd visszahúzódni, de aztán rohamosan romlani kezd az állapota, majd végül a teste teljesen elkristályosodik és széttörik. Karman azt hiszi, hogy átverték őket és Szajára támad, de Moses leállítja. A szökésükkor Kilbetből elmondták nekik, hogy őket fegyvereknek alkották meg és korai halálra programozták őket, de Szaja vére segíthet nekik. Moses rájön, hogy mégsem Szaja vérére van szükségük, hanem azéra, akiéből alkották őket, Diváéra. A sifuk elhatározzák, hogy ezentúl Divára vadásznak. Kai felajánlja, hogy működjenek együtt, de Moses elutasítja. Miután köszönetet mond, Irene testének maradványaival eltávoznak a sifuk. Juliának vegyes érzelmei vannak az R-elem kutatásával kapcsolatban, mivel bármire is jönnek rá, el kell titkolniuk a nyilvánosság elől. Eközben Van Argiano próbálja elintézni, hogy Collins velük dolgozzon, hiszen az ő kutatásai az R-elem után (és Amshel kilbeti kísérletei) lehet a kulcs, amit keresnek. Szaja sétálni megy a chevalier-ivel, azokon az utcákon, amelyeken Hadzsi sétálgatott, amikor Szaja aludt. Okamura és Mao próbálják meggyőzni Davidet, hogy mondjon el mindent és működjenek együtt. Mao szeretne segíteni Kainak, de ő ezt elutasítja. Amshel tájékoztatja James-t, hogy a Vörös Pajzs hajója Marseille-ben van, de támadást csak egy hónap múlva terveznek ellene. Továbbá telefonon elmondja Solomonnak, hogy Argianót áthelyezteti. A beszélgetés végeztével Karl hirtelen rátámad Solomonra, megmutatva neki az új karját. Kai ellátogat az Eiffel-toronyhoz, ahol először találkozott Irene-al, ott találja Szaját, aki az Irene testéből származó kristálydarabokat szórja szét a városra. |                                                                                   |                      |                             |
| 30 | Joel naplója Dzsoeru no nikki (ジョエルの日記)                                    | 2006. május 6.       | 2008. február 24.           |
| Szaja arra kéri Kait, hogy mondja el neki, hogy micsoda ő, de ő azt mondja, hogy inkább olvassa el Joel naplóját. Ezért elmegy a főhadiszállásra, ahol a jelenlegi Joel mesél róla. Megtudja, hogy I. Joelt nagyon érdekelte az evolúció, így egy nagy gyűjteményt hozott létre állatfajokból és fosszíliákból. 1833-ban szerzett egy múmiát Izlandról, amit Szajának nevezett el. Az arca megsérült, de egyértelmű, hogy egy vemhes nőstény volt. Alapvetően emberi testfelépítése volt, de néhány jellegzetesség a denevérekre emlékeztetőek. A boncoláskor két gubót találtak a hasában. Amikor az egyiket fel akarták nyitni, a szike megcsúszott a kemény védőrétegen és megvágta Amshel ujját. Ahogy a vér rácseppent a gubókra, azonnal elnyelték azt, majd elkezdetek lüktetni. Pár hónappal később két, kinézetre embercsecsemő bújt elő a gubókból, mindkettő lány volt. Joel az egyiket Szajának nevezve el, a lányaként kezdte nevelni, míg a másikból névtelen tesztalany lett. Egy toronyba zárta és csak az alapvető szükségleteit elégítették ki, állatként kezelték. Egyedül Amshellel érintkezett, aki ellátta őt. 1863-ra Joel felismerte, hogy nem öregszenek és a sebeik azonnal begyógyulnak. Mikor a vérüket összekeverte, az kikristályosodott. Ezen tulajdonságaik minden földi élőlénytől különböznek. Ezek után a reprodukciós képességeik tanulmányozása érdekében Joel az Állatkertbe hozatta Hadzsit, hogy a lányok kihordhassák az új tesztalanyokat. 1883-ban, Joel 72-ik születésnapján azonban Diva elszabadult és azóta a Goldschmidt családnak is megállt az idő. Szaja elmondja, hogy ő volt az, aki kiengedte őt a toronyból. Egy énekhang után kutatva találta meg őt és a Diva nevet adta neki. Mivel még nem járt a tornyon kívül, kiengedte őt, hogy meglepjék Joelt. Mivel 1972-ben chiropteránokat jelentettek Vietnámból, a Vörös Pajzs úgy döntött, hogy kivizsgálja, hogy Diva áll-e mögötte. Szaja (aki David apjára volt bízva) ekkor még aludt, de úgy döntöttek, hogy felébresztik. Mikor Szaja általában felébredt, Hadzsi véréből szokott inni, ezért úgy döntöttek, hogy az ő vérét fecskendezik belé közvetlenül. Ekkor azonban Szaja elvesztette az önuralmát és az emberekre támadt. Majd hallani kezdett egy dalt, és utána indult. Egy konténert és rengeteg chiropteránt talált. Miközben azokat ölte, megjelent Karl és harcolni kezdtek. Végül Szaja levágta Karl kezét, de hogy ne terjedjen tovább a kristályosodás, Karl a karjának többi részét maga tépte le. Miután elmenekült, Szaja a falusiakat támadta meg. Hadzsi próbálta megállítani, de az ő kezét is levágta. Azóta Hadzsi kerülte a Vörös Pajzsot. David apja Miyagusuku George-ra bízta Szaját, míg fel nem ébred. Mikor visszatér Párizsba, Szaja elmondja Hadzsinak, hogy már emlékszik az ígéretükre. |                                                                                   |                      |                             |
| 31 | Rés a pajzson Kovare juku tate (壊れゆく盾)                                       | 2006. május 13.      | 2008. március 1.            |
| Szaja meggyőzi Kait, hogy tartson vele, Rikuval és Hadzsival egy sétára és bevásárlásra a városban. Karl kérdésére, hogy mit szeretne, Diva azt feleli, hogy „azt” a fiút. Riku aggódik amiatt, hogy Szaja megpróbál mindent megtenni, hogy Kai kedvében járjon, de ő nem viszonozza a kedvességét. Eközben Julia Collinsszal tart a találkozójára Amshellel, de kétségei vannak róla, hogy helyes-e nyilvánosságra hozni a kutatásaik eredményét. David egy parkban találkozik Solomonnal, aki figyelmezteti, hogy három nap múlva támadást terveznek a Vörös Pajzs főhadiszállása ellen, Marseille-nél. A helyzetét a Pajzs egyik emberétől tudja. Ezt azért árulta el, mivel nem akarja Szaja halálát. David erről azonnal informálja Joelt, aki megparancsolja, hogy Szajával azonnal térjenek vissza a hajóra. Eközben Szaja, Kai és Riku fényképeket készíttetnek hármukról egy automatában. Amshel épp a találkozóra tart, mikor hívást kap Solomontól, hogy Karl és Diva eltűnt. Mikor Mao és Okamura megérkeznek a párizsi lakásba, már nincs ott senki. Julia is vissza akar térni a főhadiszállásra, de Collins elmondja, hogy már nem sokáig lesz hová visszatérnie. A hajóról nem tudnak kapcsolatba lépni velük, de a felkészülést a támadásra el kell kezdeniük. Ezalatt a hajón Riku ráveszi Kait, hogy játsszon egy kicsit Szajával, hogy ismét közelebb kerüljenek. Majd Riku a fénylépekből egyet-egyet ad Szajának és Kainak. Szaja és Riku hirtelen hallani kezdik Diva énekét. Karl megtámadja a hajót és megöli az őröket. Diva is vele van és a „fiút” keresi. |                                                                                   |                      |                             |
| 32 | A találkozás Bói mícu gáru (ボーイ・ミーツ・ガール)                               | 2006. május 20.      | 2008. március 2.            |
| Szaja csatlakozik Hadzsihoz, hogy megkeressék Divát, míg Kait és Rikut elküldi Davidékhez. David Lewisszal a biztonsági kamerákon Diva mellett csak egy chevalier-t látnak, így számukra nem világos, hogy mi a célja. Kai egy ideig magára hagyja Rikut, hogy körülnézzen, ezalatt ő Diva hangját hallja, ahogy keresi őt. Mikor Kai visszatér, elindulnak a tárgyalóterem felé. Eközben Szaja és Hadzsi találkozik Karllal. Karl Szajával akar harcolni, de ő elindul megkeresni Divát, Hadzsira hagyva Karlt. Karl azonban az új karjából kilőhető dárdákkal átszúrja Hadzsi testét. Kai és Riku egy csoporttal a liftre várnak, de mikor az ajtaja kinyílik, Diva áll odabent. Kainak sikerül elmenekítenie Rikut, míg a Vörös Pajzs tagjai Divát veszik célba. Kaiék a raktérbe menekülnek, és egy másik kijáratot keresnek. Diva keresése közben Szaja újra találkozik Karllal, harcolni kezdenek és közelítenek Kaiék helyzetéhez. A tárgyalóteremben Joel úgy dönt, hogy a hajót megsemmisítik, csapdába ejtve Divát. A legénység evakuálását megkezdik, miközben David és Lewis indulnak megkeresni Szajáékat. A raktérben Kaiék a szellőző fedelét próbálják kinyitni, amikor meghallják az önmegsemmisítő riadó hangját. Mikor Diva feltűnik, Kai próbálja megállítani, de Diva félredobja őt és eszméletét veszti. Diva ezután a ruháit ledobva közelít Rikuhoz. Szaja és Karl a harcuk során eljutnak a raktérbe, ahol Diva fogadja, amint éppen Kainak készül adni a véréből. Szaja dühösen rátámad és keresztülszúrja a kardjával, de elfelejtette bevonni azt a vérével. Ezután Szaja észreveszi Riku ruhátlan, kikristályosodott testét. Diva a véréből adott neki cserébe, amiért ő is adott neki valamit. Diva engedélyt ad Karlnak, hogy megölje Szaját, de Hadzsi megállítja őt. Kai és Szaja végignézi, ahogy Riku teste széttörik és Kai felvesz egy kristálydarabot a maradványokból. Ekkor David és Lewis megjelenik, hogy kivigyék Szajáékat a fedélzetre, ahol Joel várja őket a helikopterrel. Divát nem sikerült bezárva tartani a raktérben, és Karllal előtörnek. Karl a dárdáival megsebesíti Joelt, majd Szaja úgy dönt, hogy Hadzsival ottmaradnak, hogy feltartsák Divát, amíg a többiek elmenekülnek. Kai a felszálló helikopterből már csak a felrobbanó hajót látja. |                                                                                   |                      |                             |
| 33 | A hit ereje Sindzsiru csikara (信じるチカラ)                                      | 2006. május 27.      | 2008. március 8.            |
| Egy év eltelt a Vörös Pajzs főhadiszállásának pusztulása óta. Kai, Lewis és David London mellett élnek egy farmon. Londonban egyre több chiropterán tűnik fel, de a nyilvánosság előtt fedősztorikkal leplezik el őket. Kai és Lewis harcolnak ellenük, David elszántsága viszont a Vörös Pajzs pusztulása miatt megtört és az alkoholba menekült. Joel, aki tolószékbe kényszerült, meglátogatja őket, és Kainak bemutatja az új „gyújtó”-töltényeket. Elmondja, hogy Julia Amerikába ment Collinsszal. Gray, a hadiárváknak létrehozott farm vezetője kioktatja Davidet, hogy amíg ő elhagyta magát, addig Kai továbbra is céltudatosan harcolt. Mindeközben az Egyesült Államokban James és Van Argiano egy bemutatót tart, ahol három „élőhalott” könnyedén megöl egy chiropteránt. Az „élőhalottak” génmanipulációval létrehozott emberszerű biológiai robotok. Az Egyesült Államok általuk akarja csökkenteni veszteségeiket, az Egyesült Királyság pedig a chiropteránok egyre gyakoribb feltűnése miatt megbízást az „élőhalott”-akból álló taktikai egység bevetésére. Collins szerint (aki Juliával együtt jelen voltak a bemutatón) már nem függenek a megbízhatatlan Szajától. Ahogy Kai kiönti David italait, kérdőre vonja őt, hogy hogyan lenne képes a halott bajtársaik szemébe nézni. David kételkedik, hogy Szaja nélkül is folytathatnák, de Kai szerint az ő feladatuk, hogy várják Szaja visszatérését. Londonban éjszaka Kai és Lewis egy chiropteránra vadásznak. A „gyújtó”-töltények először hatásosnak tűnnek, de a robbanás okozta seb hamar begyógyul. Ezután feltűnik még kettő chiropterán és bekerítik Kaiékat. Amint az egyik rátámad Lewisra, Hadzsi koporsó alakú csellótokja állítja azt meg, majd Szaja is feltűnik. |                                                                                   |                      |                             |
| 34 | A világ, amiben élünk Oretacsi no iru szekai (俺たちのいる世界)                   | 2006. június 3.      | 2008. március 9.            |
| Kai és Lewis végignézi, ahogy Szaja szótlanul veszi fel a harcot a chiropteránokkal. Kettőt sikerül megölnie, de mielőtt a harmadikkal végezne, erejét vesztve elejti a kardját, így annak sikerül elmenekülnie. Szaja próbál Kaiékról nem tudomást venni és üldözni akarja az elmenekült szörnyet, de ekkor összeesik. Lewis szerint bizonyára nem evett rendesen. Amerikában Julia azon töpreng, hogy az „élőhalottak” embernek számítanak-e, de Collinsnak nincsenek etikai aggályai. Szaja és Hadzsi Gray farmjára mennek, hogy Szaja pihenni tudjon. David, mikor értesül a hírről, nem reagál rá. Lewis elmondja Hadzsinak, hogy a brit hatóságok kezéből kezd kicsúszni a helyzet és szóbeszéd kering vámpírokról is. Majd megkérdezi, hogy mit csináltak ez elmúlt évben, de nem kap választ. Mikor Monique megérinti Szaja arcát, ő hirtelen felébred, és majdnem megtámadja. A kardját magához veszi, és miután felöltözik, el akar indulni a farmról, de Gray megkéri, hogy maradjon reggelire. Később kiküldi őt és Kait a hátsó kertbe tojásokért, hogy kettesben tudjanak beszélgetni. Kai a jelenlegi helyzetükről mesél, de Szaja szerint fölösleges ezeket elmondania neki. Kai szerint együtt kellene működniük a chiropteránok elleni harcban, de Szaja szerint Diva megölése Kai számára lehetetlen és vissza kellene mennie Okinavára. Eközben Hadzsi Daviddel arról beszélget, hogy feladta-e a harcot. Ekkor egy chiropterán Szaját keresve betör a farmra. Először a konyhában jelenik meg, majd felmegy az emeletre. Mielőtt megtámadná Monique-ot, Kai belelő néhányszor, hogy elterelje, de az félrelöki őt. Ekkor David a Gray-től kapott puskával vonja magára a szörny figyelmét, majd Szaja, mivel nem találta a kardját, egy konyhakéssel hátba szúrja a chiropteránt. Gray csak azután találja meg a kardot, hogy a chiropterán elkezdett kikristályosodni. Ezután Hadzsival elhagyják a farmot. Ahogy Londonban sétálnak, meglátnak egy hirdetést, amin Diva bemutatkozó fellépését reklámozzák. Diva külső megjelenése Rikuéra hasonlít. Kai és David is meglátják ugyanezt a TV-ben. |                                                                                   |                      |                             |
| 35 | Remény nélkül Kibó no nai asita (希望のない明日)                                  | 2006. június 10.     | 2008. március 15.           |
| A bejelentést Diva fellépéséről a sifuk is látják, és tudatában vannak vele, hogy ő az utolsó esélyük a túlélésre. A jel már megjelent Dahzon és Gudrifon is. Később egy raktárépületben keresnek menedéket, de ahogy megérkeznek, körbeveszi őket három „élőhalott”, majd James is megjelenik és utasítást ad a sifuk elpusztítására. A harc során az egyik „élőhalott” maszkja megsérül és láthatóvá válik, hogy ugyanúgy néz ki, mint Moses. James elmagyarázza, hogy a prototípusok közül, Moses volt a legideálisabb, ezért az ő fejlesztett változatából hozták létre az összes „élőhalottat”. Mivel a harcban a sifuk vesztésre állnak, Lulut kimenekítik és ő elmegy Szajához, hogy segítséget kérjen tőle. Szaja egy templomban húzza meg magát Hadzsival, Lulu a vére illatát követve jutott el hozzá. Szaja beleegyezik, hogy elmenjen, de mire odaérnek a raktárépülethez, Dahz már halott és Gudrif is haldoklik. Ahogy a napsugarak rájuk vetülnek, a testük elég. Moses és Karman szerencsével túlélték. Ahogy Szaja távozik, Karman és Moses megjegyzi, hogy mennyire megváltozott, mintha elvesztette volna minden reményét. Diva chevalier-i megbeszélést tartanak. Amshel nem aggódik, amiért nem sikerült az összes prototípust elpusztítani, amiatt viszont igen, hogy Szaja felbukkanása veszélyezteti a terveiket. Solomon javasolja, hogy hagyják békén őt, de mivel az ő vére fenyegetést jelent Divára, Amshel ezt elutasítja. Karl önként jelentkezik, hogy megölje Szaját, de helyette Amshel James-t bízza meg ezzel, és emiatt Karl nagyon dühös lesz. Miközben a három megmaradt sifu eltemeti Dahz és Gudrif fegyvereit, Karman eldönti, hogy behatol a múzeumba, ahol Diva van, azonban Moses nem akar tovább harcolni. Eközben Davidnek sikerült összeszednie magát és meglátogatja Joelt, aki elmondja neki, hogy szeretné újjáéleszteni a Vörös Pajzsot. Lulu megkéri Szaját, hogy harcoljanak együtt, de ő ezt visszautasítja, mondván ez egyedül az ő harca és nem akar többé bánatot érezni mások iránt. Ahogy elmegy, Lulu még megkérdezi Szajától, hogy vajon emlékezni fog-e rá. Moses végül úgy dönt, harcolni fog ő is, így a három sifu éjjel betör a múzeumba. A három „élőhalott” ellen vesztésre állnak, de hirtelen megjelenik Szaja és Hadzsi, hogy segítsenek. Az egyik „élőhalott” testét elkristályosítja Szaja a vérével, mire a másik kettő elmenekül. David találkozik Okamurával és Maóval, hogy azt a szívességet kérje tőlük, hogy derítsék ki, ki szponzorálja Diva koncertjét. |                                                                                   |                      |                             |
| 36 | Vegyes érzelmek Szurecsigau omoi (すれちがう想い)                                 | 2006. június 17.     | 2008. március 16.           |
| Karl újra arról győzködi Amshelt, hogy ő ölhesse meg Szaját, de ő pihenésre inti. James Divával vendégségbe indul a védelmi miniszterhez, de Diva inkább énekelni szeretne és megkéri James-t, hogy a Covent Gardenbe menjenek, ahol Nathan már ott van. David találkozik Okamurával és Maoval a földalattiban, és megtudja, hogy Diva előadásának szponzorai a Cinq Fleche és a Goldsmith Holdings. Okamura ezen felül kiderítette, hogy a Cinq Fleche a gyógyszerészet mellett az élelmiszeriparba is beszállt, és a Goldsmith-ek közvetítésével különböző országok hadseregeinek is szállít. Londonban van egy közös Cinq Fleche-Goldsmith kutatóközpont, aminek Van Argiano a vezetője. Hamis azonosítóval David beszivárog a létesítménybe, de a biztonsági kamerákon keresztül Argiano felfigyel rá. David bejut a legjobban őrzött részlegre, ahol egy medencében, éppen fejlődő klónokat talál. Egy laborban találkozik Juliával, aki elmondja, hogy a serdülőkorúak, mint Riku, egyre érzékenyebbek Diva hangjára és az sem véletlen, hogy a sifuk mind ilyen fiatalok. Ekkor Argiano nyit be hozzájuk fegyveres őrök kíséretében. Ahogy Szaja és Hadzsi bemegy a Covent Gardenbe, Nathan fogadja őket, akiről kiderül, hogy chevalier, majd bemutatja James-t, aki már átváltozott chiropterán formába. Miután Argiano elmondja Davidnek, hogy felismerte még Vietnámból, David túszul ejti őt, hogy szabad utat kapjon. Eközben Szaja a kardjával képtelen áthatolni James páncélján. Nathan és Diva figyeli a harcot, amíg Diva meg nem unja. Ez után feltűnik Kai és rálő James-re, de a töltényei is lepattannak róla. Szaja nem akar elmenekülni, és James végül keresztüllöki a nézőtéren. Mikor már éppen megölné Szaját, Nathan megállítja, azzal az indokkal, hogy ez nem a megfelelő alkalom a halálához. Ezután mindketten visszavonulnak. A harcban megsérült Szajának innia kell Hadzsi véréből. Kai elfordul, mikor a nyakába harap, de mire visszafordul már eltűntek. Argiano az incidens után úgy dönt, kiürítteti a kutatólabort. |                                                                                   |                      |                             |
| 37 | Az őrület határán Kuruosii made ni (狂おしいまでに)                               | 2006. június 24.     | 2008. március 22.           |
| Miközben Lewis és David készülődnek Javier születésnapjára, megtudják, hogy Diva összes fellépését törölték, az utolsót kivéve. Kai Monique-al ment bevásárolni, de meglátja Szaját és odasiet hozzá. Monique meghívja őt is Javier születésnapjára. Argiano értesíti Amshelt, hogy Karl engedély nélkül magával vitte az „élőhalottak”-at, hogy végezzen Szajával. Amshel Solomonra bízza a dolog elintézését. Javier születésnapi zsúrjára Okamurát és Maót is meghívták és végül Szaja is megjelenik. Miközben Szaja Kai-al kettesben beszélget, meghallja Karl hangját és kirohan a házból. Amíg ő Karllal kezd el harcolni, Hadzsi az „élőhalottak”-ra támad, majd besegítenek neki a sifuk, Kai és David is. Karl az istállóba löki Szaját, ahol nem zavarja őket senki. Karlt azért tették chevalier-é, hogy a Delta-projekt tesztalanya legyen. De ő Diva szeretetére vágyott. Ezt nem kapta meg, ezért Szaja felé fordult és azóta ő lett élete értelme. Ahogy ezt kimondja, Kai megzavarja őt. A fegyvere hatástalan ellene, de Karl kirohan az istállóból és teljesen átalakulva folytatja a harcot. Karl hátulról lefogja Szaját és megharapja a nyakát, hogy kiigya az összes vérét, és együtt haljanak meg. Ekkor váratlanul Solomon levágja Karl bal kezét, ezzel lehetőséget adva Szajának, hogy saját magát keresztülszúrva, ledöfje Karlt. Miután Karl teste kikristályosodik, Solomon segít Szajának kihúzni a testéből a kardot, majd parancsot ad az „élőhalottak”-nak a visszavonulásra. Elmondja, hogy Karl a saját magányosságát látta Szajában, de valójában különböznek egymástól, mert Szaja azért választott a magányt, hogy megvédhesse szeretteit. Ezenfelül elárulja, hogy Diva egy hét múlva a Christina-szigetre megy. |                                                                                   |                      |                             |
| 38 | Csapda Kesszen no sima (決戦の島)                                                 | 2006. július 1.      | 2008. március 23.           |
| Szaja és Hadzsi nem talál olyan helyi hajóst, aki hajlandó lenne elvinni őket a Christina-szigetre, azonban Joel megszervezte, hogy egy hajó éjjel átvigyen mindenkit. Az indulás előtti megbeszélésen Lewis elmagyarázza, hogy a sziget korábban halászterület volt, de mára majdnem kihalt, továbbá a sziget közepén van egy atomhulladék-lerakó. Okamuráék kiderítették, hogy Diva a szigeten fogja forgatni a bemutatkozó videóját a következő napon, de már jelenleg is ott tartózkodik. Habár fennáll a csapda lehetősége, David szerint ez jó alkalom a rajtaütésre. Ahogy Szaja és Hadzsi felszállnak a hajóra, Okamuráék leszállnak, hogy Gray farmján várakozzanak. Amint megérkeznek a szigetre, észreveszik a dombtetőn lévő épületből kiszűrődő fényt és úgy gondolják, ott lehet Diva. A sifuk különválnak a többiektől és egyedül veszik fel a harcot az őrségben álló „élőhalottak”-al. Szaja, Hadzsi, David, Lewis és Kai közelítenek az épülethez, mikor James az útjukat állja. David rálő, de a töltény hatástalan ellene, majd miután átváltozott, harcolni kezd Szajával és Hadzsival. Azt tervezi, hogy egy aknába ledobja Szaját és ráomlasztja a falait. Kai közbelép, majd Lewis gépfegyverrel nyit tüzet James-re. Kai elkéri Hadzsit Szajától, hogy ketten segítsenek a sifuknak. Eközben Amshel felfedi Solomonnak, hogy Szaja már a Christina-szigeten van, de Diva nincs ott. A harc során váratlanul a három sifu egyszerre támad James-re, miután Hadzsi segítségével legyőzték az „élőhalottak”-at. Habár James keresztülszúrja a testét, Hadzsinak sikerül letépni a karjáról a páncélját. Szaja beledöfi a kardját a fedetlen sebbe, így a vére elkezdi kikristályosítani azt. James megragadja Szaját és leugrik az aknába, hogy együtt haljanak meg. Kai megpróbálja elkapni Szaját, de őt is berántják. Hadzsi a sebe miatt nem tudja megmenteni őket, de ekkor az átalakult Solomon utánuk repül és levágja James kezét, amivel Szaját fogta. James továbbzuhan, de Szaját és Kait megmenti Solomon. Később elmondja, hogy a bátyja tervének része volt, hogy ő valószínűleg elárulná Szajáéknak, hogy Diva a szigeten van, és így csapdát tudott felállítani. Az a báty pedig Amshel Goldsmith, Diva chevalier-inek a vezetője. Diva pedig már úton van New Yorkba. Szaja kérdésére, hogy miért segít nekik, elmondja, hogy beleszeretett Szajába és most már az ő oldalán áll. |                                                                                   |                      |                             |
| 39 | A varázslatos szavak még egyszer Mahó no kotoba o móicsido (魔法の言葉をもう一度) | 2006. július 8.      | 2008. március 29.           |
| Lewis és Okamura megfigyelik Amshelt egy étteremben, hogy kiderítsék tényleg chiropterán-e. Lewis információja szerint merényletet fognak megkísérelni ellene és így is történik. Gray azt tervezi, hogy aznap elmegy horgászni a gyerekekkel és magával hívja Kait és Szaját is, Mao és Monique viszont visszautasítják. Eközben a Goldsmith birtokon összejövetelt rendeznek, ahol megjelenik Amshel, láthatóan túlélte a merényletet. David és Joel is bebocsátást nyer a rendezvényre. Miközben Gray Kait tanítja horgászni, Szaja azon gondolkozik, hogy indulnia kellene Diva után, de Hadzsi szerint pihenésre van szüksége. A partin David találkozik Juliával, de a beszélgetésüket megzavarja Collins. Mao és Monique arról beszélgetnek, hogy mindketten hasonlóan éreznek Kai iránt, habár ő nem érez semmit irántuk. Miközben Amshel beszélget Joellel, David észreveszi az ujján azt a gyűrűt, amit Lizánál is látott. Ezután Amshel biotechnológiai terjeszkedéséről beszélnek Joellel, úgy, hogy a beszélgetésben kétértelmű utalásokat tesznek, majd Amshel meghívja az általa szponzorált operaelőadásra New Yorkba. A parti után Amshel bejelenti Argianónak, hogy másnap New Yorkba indulnak és Solomon távollétében őt nevezi ki a Cinq Fleche vezérigazgatójának. Másnap reggel Szajáék elbúcsúznak Gray-éktől. |                                                                                   |                      |                             |
| 40 | Egy chevalier álma Suvarie no miru jume (シュヴァリエの見る夢)                    | 2006. július 15.     | 2008. március 30.           |
| Amíg Szajáék átköltöztek New Yorkba és egy lakást keresnek főhadiszállás céljából, Diva és chevalier-i Nathan birtokára költöztek New York mellett. Diva vérszomját Nathan vérével csillapítja, addig Szaja a szokásos vértranszfúziót kapja. Szaja bocsánatot kér Hadzsitól, amiért chevalier-t csinált belőle, de ő biztosítja, hogy ezt nem bánta meg és mindvégig vele fog maradni. Ahogy nézik Divát, Amshel arról beszél Nathannel, hogy az ő vágya, hogy Diva vágyait teljesítse. Ekkor Solomon felbukkan Diva előtt. Felidézi a napot, mikor először találkoztak. Az első világháború vége előtt volt, mikor Solomon elkezdte orvosi karrierjét. Amshel levitte őt a kastélyának pincéjébe, ahol Diva ébredezett. Amshel megvágta a kezét, hogy Diva ihasson a véréből, majd miután megkérdezte Solomont hogy készen áll-e az addigi élete feladására, a kést beledöfte a mellkasába. A háború után békét remélt, de miután örök életet kapott, már örült neki, hogy felszabadulhatott az emberek ostobaságától és jelentéktelenségétől. De chevalier-ként is szembesülnie kellett a harcokkal: Szaja és Diva között. Elmondja Divának, hogy ő nem képes Szajára ellenségként tekinteni, szereti őt. Mivel Diva vágya az, hogy megölje Szaját, Solomont onnantól fogva nem tekinti chevalier-jának. Amshel nem akarja élve elengedni Solomont, de mielőtt a harc komolyra fordulna, Nathan megállítja őket, nehogy feldúlják a birtokát, vagy megzavarják James felépülését. Solomon ezentúl Szaja mellett kíván élni, mint Solomon Goldsmith. |                                                                                   |                      |                             |
| 41 | Ide tartozom Vatasi no ibaso (私の居場所)                                         | 2006. július 22.     | 2008. április 12.           |
| Mao a Los Angeles-i repülőtéren jegyet vesz Japánba, majd telefonál Okamurának, hogy vegye fel kocsival. Okamura éppen kilép a bérlakásból, mikor az felrobban. Megkeresik Szajáék lakását New Yorkban és ők megengedik nekik, hogy ott maradjanak. Az egyetlen információjuk, hogy Diva a Metropolitan Operában fog fellépni szeptemberben. Szaja nem teljesen érzi jól magát és egyre többet alszik, ezért Mao úgy dönt foglalkozni fog vele, még Hadzsit is kiküldi a szobájából. Ezalatt Okamura megmutatja a Vörös Pajzs tagjainak, a lakásán történt robbanás okát. Az Amshel elleni merényletkísérletkor készült képeit felrakta az internetre, de Lewis szerint nem Amshel rendelte el a robbantást, hanem azok, akik meg akarták ölni Amshelt. Eközben Argiano Collinsszal annak örömére koccint, hogy kinevezték a Cinq Fleche amerikai vezérigazgatójának, Collins pedig a kutatási részleg vezetője lett. Amshel Juliát kéri meg, hogy legyen Diva személyi orvosa, aminek Collins láthatólag nem örül. Mao reggelit készít Szajának, majd megmutatja az újszülött húgáról készült fényképet és megígérteti Szajával, hogy mikor visszamennek Okinavára, együtt elmennek bevásárolni. Ezután Kai-al arról beszél, hogy mennyire tehetetlennek érzi magát, míg a többiek milyen keményen dolgoznak. Lewis találkozik az egyik barátjával a CIA-től, akitől megtudja, hogy a Goldsmith-ek állnak az új különleges erők felállítása mögött. A védelmi miniszterrel is kapcsolatuk van a sógorán keresztül. Joel egy visszavonult tábornoknál érdeklődik az új különleges erők iránt, de ő inkább Diva fellépését ajánlja a figyelmébe, ami egy észak-karolinai katonai bázis ünnepségén lesz megtartva. Julia a vizsgálatai során kideríti, hogy Diva várandós. A chiropteránok szaporodásának a hipotézise sok kérdést vetett fel: Miért két királynő van? Miért mérgező a vérük egymásra? Miért alkotnak chevalier-éket, ahelyett hogy utódokat hoznának világra? Amshel elmondja Juliának, hogy a számtalan kísérlet, melyben Diva emberekkel és chevalier-ékkel párosodott, sikertelen volt. De a másik királynő chevalier-je képes volt teherbe ejteni. És így, hogy Diva képes a reprodukcióra, a világot hamarosan ellephetik a chiropteránok. Amshel ezután felfedi Julia előtt, hogy ő is chevalier. Amíg a bérlakásban Mao kávét főz, David, Lewis, Kai és Okamura Diva fellépéséről beszélnek, és úgy döntenek, hogy elmennek, még ha csapda is. Mao Szajának is visz kávét és meghallja, ahogy Hadzsival arról beszélnek, hogy a következő hosszú álom időszaka egyre közeledik. Mao annyira dühös, hogy pofon vágja Szaját, amiért ő nem beszélt erről senkinek és hogy a korábbi ígérete hazugság volt. Ennek ellenére beleegyezik, hogy nem árulja el, de megígérteti Szajával, hogy ha az egésznek vége, együtt mennek vissza Okinavára. Ezután Mao széttépi a repülőjegyét. |                                                                                   |                      |                             |
| 42 | A csodás szoprán Hibiku, utagoe (響く、歌声)                                      | 2006. július 29.     | 2008. április 13.           |
| Diva legújabb szeszélyében Kaira vetett szemet. Szajáék mind elmennek az észak-karolinai bázisra, Diva fellépésére. Kai dühös, amiért tétlenül kell végignéznie mindezt, mivel Szaja az egyetlen, aki le tudja győzni, de ő most túl gyenge a harchoz. Okamura Maóval a nézőtérről figyelnek, Szaja egy padon pihen, David pedig katonának álcázva magát hatolt be a bázisra. Miközben David Lewisszal beszél rádión, meglátja Collins-t, ahogy követi Juliát. Kihallgatja a beszélgetést Julia, Amshel és Diva között a születendő utódokról. Julia szerint, ha a magzatok emberek lennének, nyolc heteseknek lennének, de Diva úgy érzi, hamarosan megszületnek. Ezután Collins újra arról beszél Juliával, hogy szerinte publikálniuk kellene a kutatásaikat. Miközben Diva készülődik az előadásra, Amshel megkeresi Kait, hogy elvigye neki. Mikor Kai kettesben marad Divával, kifejezi gyűlöletét iránta, amiért megölte Rikut, de Diva elmondja, hogy ő tovább él benne, hiszen az ő gyerekeivel várandós. Ahogy Diva a színpadon énekel, Argiano egy csoport „élőhalott”-al közelít helikopteren a helyszínre. Eközben Collins elővesz egy pisztolyt, hogy végezzen Juliával, annak reményében, hogy megint őt válasszák a kutatások irányítójának. A fellépés után Diva felajánlja Kainak, hogy legyen a chevalier-je és segítsen megvédeni Riku gyerekeit, továbbá így lehetnének gyerekei Szajától. Collins-nak nem sikerül lelőnie Juliát, mivel David közéjük állt és őt találta el. Miután David egy szikét döfött a kezébe, Collins elmenekül. Kai visszautasítja Diva ajánlatát, majd hirtelen Szaja tűnik fel. Amshel lefogja őt, amíg Nathan Hadzit tarja fel. Eközben a nézők közül néhányan átváltoznak chiropteránná. Okamura és Mao végignézi, ahogy „élőhalottak” ugranak ki a helikopterekből és megtámadják a chiropteránokat. Argiano a készített felvételeket a Pentagonba küldi. Diva utasítást ad Amshelnek, hogy végezzen Szajával, de ekkor Solomon bukkan fel, és elrepül Szajával. Hadzsi kiszabadítja magát Nathan fogása alól és elindul Szaja után. |                                                                                   |                      |                             |
| 43 | Megzavart szív Kokoro midarete (こころ乱れて)                                     | 2006. augusztus 5.   | 2008. április 19.           |
| Szaja New Yorkban, Solomon lakásán ébred fel, amíg Hadzsi keresi őt. Miközben Davidet beviszik a műtűbe, megkéri Juliát, hogy jöjjön vissza. Lewis velük marad, Kai pedig visszamegy New Yorkba, hogy ott várjon Szajára. Szaja a Solomon által előkészített ruhákat veszi fel, mivel a sajátját Solomon túl koszosnak ítélte és kidobta. Solomon elmondja Szajának, hogy mindenét hátrahagyta és már nem Diva chevalier-je, csak azért, hogy együtt lehessen Sjajával. Abba is beleegyezne, hogy a jelenlegi családját elfogadja. Szaja először azt gondolja, hogy ez egy csapda, de Solomon bevallja neki, hogy szerelmes belé és megkéri, hogy legyen a menyasszonya. Eközben Kai megérkezik a New York-i lakásukba, ahol Mao már várja és váratlanul megcsókolja. Solomon felajánlja Szajának, hogy járják be együtt a világot és fedezzék fel azt. Megígéri, hogy meg fogja védeni őt és minden kívánságát teljesíteni fogja, de az ő kívánsága egyedül Diva halála. A beszélgetés során Solomon rájön, hogy Szaja számára közeledik egy új hosszú álom és megígéri, hogy megöli Divát, ha ez Szaja kívánsága. Ekkor Hadzsi jelenik meg, hogy visszavigye Szaját, és harcolni kezd Solomonnal. Solomon átváltozik a chiropterán formájába és megragadva Hadzsit, felrepül vele olyan magasra, hogy onnan ledobva még egy chevalier sem élné túl az esést. Zuhanás közben Hadzsi meglátja, ahogy Szaja megszédül és leesik a tetőről. Hadzsinak sikerül elkapnia és a chiropterán szárnyait használva megmenti őt. Eddig azért rejtette el ezt a képességét, mert, amikor elmenekültek az állatkertből, Szaja megrémült tőle, és nem akarta, hogy ez újra megtörténjen. Ahogy földet érnek, Szaja elmondja Solomonnak, hogy értékeli az érzéseit, de Divát neki kell megölnie. Erre Solomon elárulja, hogy Diva terhes Riku gyerekeivel, de Szaja szótlanul elrepül Hadzsival. A lakásukon Kai reggelit készített Szajának. Mao bevallja Kainak a szerelmét, de beletörődik, hogy ő csak Szajára tud gondolni. Ekkor ő is belép az ajtón Hadzsival. |                                                                                   |                      |                             |
| 44 | A fénybe Hikari no naka ni (光の中に)                                             | 2006. augusztus 12.  | 2008. április 20.           |
| Davidnek még a kórházban kell maradnia, de Julia csatlakozik a Vörös Pajzs tagjaihoz és megerősíti a hírt, miszerint Diva terhes, de a szülés idejét nem tudja megjósolni. Lulu legújabban szeret Szajáék társaságában lenni. Az egyik látogatása alatt Julia elmondja, hogy a sifuk eredetileg a mesterséges chevalier-gyártás melléktermékei és belőlük alkották meg az „élőhalottak”-at. Az ő esetükben viszont uralni tudják a „jel” megjelenését. Ehhez viszont szükség van Diva vérére. Moses találkozik Kai-al, aki egy adag vért ad át neki, amiért cserébe a sifuk nem támadnak emberekre. Moses megköszöni Kainak, hogy megpróbálta megérteni őket. Mikor Lulu hazaér, Karman megtiltja neki, hogy újra találkozzon az emberekkel, de Moses szerint Kai megbízható. A veszekedésük közben Moses meglátja, hogy Karmanon is megjelent a „jel”, mire Karman elrohan előlük. Lulu napkeltekor elmegy Szajáékhoz, hogy segítséget kérjen tőlük a megkereséséhez. Karman egy kórházba megy, hogy saját maga szerezze meg az élelmét, de mielőtt megtámadna egy nővért, látomása lesz Iréne-ről és a többi sifuról, akik már meghaltak, de az emlékük még tovább él benne. Moses otthon Kai ajánlatán gondolkozik, hogy engedjék kivizsgáltatni magukat Juliával és akkor talán meggyógyíthatnák a „jel”-et. Ekkor James jelenik meg előtte. A keze most már a sifukéhoz hasonló és a teste többi részét is hasonlóan pótolták, amit megfertőzött Szaja vére. Felajánlja, hogy ha követi őt Moses, akkor elárulja, hogyan mentheti meg a többi sifut. Mikor hajnalban Moses hazaér, Karmant a tetőn találja. Karman elmondja, hogy idáig félt a haláltól, de azt nem tudta miért. Rájött, hogy attól félt, hogy nem fog rá emlékezni senki, ezért megkérdezi Moses-t, hogy emlékezni fog-e majd rá. Mielőtt a nap sugarai elérnék őt, Moses eltakarja előle a fényt és megígéri, hogy meg fogja menteni őt. |                                                                                   |                      |                             |
| 45 | Fordulj a fény felé Te no hira o taijó ni (手のひらを太陽に)                      | 2006. augusztus 19.  | 2008. április 26.           |
| Karman keresése közben Kaiék visszatérnek a lakásukba, de váratlanul Moses is megjelenik. Csak annyit mond Kainak, hogy bocsásson meg, de meg kell halnia. A támadását Szaja blokkolja, de sikerül Kait kilöknie az ablakon. Hadzsi elkapja őt és feltartja Moses-t, amíg Kai kifut a fényre. Moses azonban követi őt és sikerül sarokba szorítania. Kai megpróbálja meggyőzni őt, vagy legalább megtudni, hogy miért támadt rá, de sikertelen marad. Végül a napfény menekülésre készteti Moses-t. Visszaemlékszik a találkozójára Jamesszel. Ő elmondta, hogy egyedül az szabadíthatja meg őket a „jel”-től, ha Diva vére által chevalier-ék lesznek. Ezért cserébe viszont Kai életét kérte James. Kai a Central Parkba menekül, mivel az túl napos hely ahhoz, hogy Moses kövesse oda. Lewis felhívja őt és kéri, hogy maradjon ott, amíg Szajáék oda nem érnek, azonban Moses közbelépése megszakítja a beszélgetést. Eközben James meglátogatja Karmant a sifuk rejtekhelyén. Karman a „jel” terjedése miatt nem tud küzdeni ellene. James elmondja neki, hogy hazudott Moses-nek, hogy vele ölethesse meg Kait, és Diva vére sem tudja megmenteni őket. Mindezt azért teszi, mert a sifukat hibáztatja amiatt, hogy Diva már nem kedveli az új testét. A parkban Moses tovább üldözi Kait, aki a pisztolyával Moses csuklyájára lő, ami az arcát takarja. A napfény megégeti az arcát, de Kai az ingével letakarja a fejét, majd egy fa árnyékába viszi őt. Moses továbbra is meg akarja ölni Kait, hogy ezzel időt nyerjen Karmannak. A kezéből kilőtt dárdával támad Kaira, de Karman közéjük áll, és őt éri a találat. A korábban kapott vért felhasználva elég erőt gyűjtött, hogy megakadályozza James tervét. Meggyőzi Moses-t, hogy ne harcoljon tovább. Kaira bízzák a fegyvereiket, hogy adja oda őket Lulunak, majd Karman Moses-el együtt elmegy. Karman már nagyon rosszul van, de biztosak benne, hogy Lulu-nak még sikerül megvalósítania az álmait és az ő emlékeik is tovább fognak élni Kai-ban. Együtt kiállnak a napfényre a csuklyájuk nélkül és a zöld lángok elemésztik őket. |                                                                                   |                      |                             |
| 46 | Talán holnapra kiderül Asita tenki ni naare (あした天気になあれ)                  | 2006. augusztus 26.  | 2008. április 27.           |
| Nathan meglátogatja a maga alatt lévő Solomont a lakásán és elhívja, hogy nézze meg Diva gyerekeit. Mao aggódik Szaja és Hadzsi közeli kapcsolata miatt és amiért Kai még nem vallott szerelmet Szajának, ezért elintézi, hogy Kai kettesben elmenjen Szajával bevásárolni, amíg ő lefoglalja Hadzsit mindenféle házimunkával. A metróra várva Szaja megszédül és majdnem a metrókocsi elé esik, de Kai elkapja őt. David már jobban érzi magát és folytatni tudja a munkáját. Lewisszal, Juliával, Joellel megbeszélést tartanak, mikor Okamura felfigyel egy érdekes hírre a tv-ben: Brooklynban egy új betegséggel megfertőződött csoport zavargást robbantott ki, ezért a rendőrség a hadsereg segítségét kérte, akik az „élőhalottak”-at vetették be. Az új „betegséget” valójában az Egyesült Államok kormánya terjeszti a világban, azért, hogy a chirpoteránokból ellenségképet csinálhassanak. A Cinq Fleche élelmiszer-segélyszállítmányival nagy tömegeket fertőznek meg, és mivel az egyetlen módja a chiropteránok legyőzésének az „élőhalottak”, a világ országai kénytelenek lesznek behódolni. Julia becslése szerint a világ lakosságának 3%-ához már eljutottak a Cinq Fleche termékek, és belőlük minden tízezredik magától átalakul chiropteránná. Eközben Solomon elmegy Divához, akiből Amshel már kivette a még gubóban lévő ikreket. Nathan próbálja meggyőzni Solomont, hogy értelmetlen a harca, de ő Szaja iránti elkötelezettsége miatt Divára támad. Diva azonban könnyedén legyőzi őt és elveszti majdnem az összes vérét. Julia folytatja a magyarázatot, miszerint Diva élőben hallott éneke az átváltozás arányát majdnem 100%-ra emeli. Joel elmondja, hogy Diva előadását a Metropolitanben élőben fogják sugározni az egész világon. Miután végeztek a bevásárlással, Kai elmondja, hogy amikor majd visszatér Okinavára, újra meg fogja nyitni az Omorót. A bár kulcsának másolatát odaadja Szajának, hogy együtt nyithassák meg azt. Szaja azonban az ígéretre gondol, amit Hadzsitól kért, miszerint, ha vége az egésznek, Hadzsi a saját kezével fogja megölni őt. |                                                                                   |                      |                             |
| 47 | Több mint vérrokon Szubete no csi o koete (全ての血を超えて)                      | 2006. szeptember 2.  | 2008. május 3.              |
| Hogy megakadályozzák Diva fellépésének műholdas közvetítését, David, Lewis, Kai és Okamura távirányítással tervezik felrobbantani az átjátszóállomáson a parabolaantennákat. Szaja nagyon gyenge a harchoz, de továbbra is elszánt, hogy megölje Divát, ha nem akar legközelebb egy chiropteránok által beborított világban ébredni. James bemegy az erőtlen, megláncolt Solomonhoz, hogy elmondja, meg fogja ölni Szaját és büntetésképpen az árulásáért, el fogja hozni neki a levágott fejét. Amshel utasítja Nathant, hogy ölje meg Solomont, de ő nem hajlandó engedelmeskedni. A hajóúton David és Okamura arról beszélnek, hogy mindketten az apjuk öröksége miatt jutottak el oda, ahol vannak, de Kai szerint nem a vérrokonság számít, hanem a saját döntésük. Nathan lemegy a pincéjébe Solomonhoz, odaadja ruháit, majd szabadon engedi őt. Ahogy Hadzsi és Lulu figyelik Szaját alvás közben, James váratlanul rátámad. Hadzsi nem tudja feltartani őt, de Szaja felébred és a kardjával visszalöki James-t az ablakból. Szaja túl elgyengült, hogy harcoljon és a többiek sem tudnak segíteni neki. James a saját kardjával készül megölni Szaját, de Solomon megállítja. Azért lesz saját akaratából Szaja chevalier-je, mert talált valami értékesebbet, mint a vérségi köteléke Divával. Ahogy James elejti a kardot, az megsebzi Solomon vállát. Váratlanul James testén megjelenik a „jel”, alkalmat adva Szajának és Hadzsinak, hogy keresztüljussanak a védelmén. Miután James elkristályosodott teste széttörik, Solomon távozik. a harc után a többiek számára is világos, hogy Szaja számára közeledik a hosszú alvás ideje. Amshel egy sikátorban találja meg Solomont, akinek a teste fokozatosan elkristályosodik a Szaja kardja okozta seb miatt. Divának már csak két chevalier-je maradt, de ő ezt nem sajnálja, mert már ott vannak neki a gyerekei. |                                                                                   |                      |                             |
| 48 | A bemutató Matenró opera (摩天楼オペラ)                                           | 2006. szeptember 9.  | 2008. május 4.              |
| Diva előadása hamarosan elkezdődik. Szaja, Hadzsi, David, Kai, Okamura és Joel az operaházban várják Diva felbukkanását. Mao és Julia otthonról figyelik az eseményeket. Amshel izgatottan várja, hogy a világot ellepjék a chiropteránok, de Nathan szerint ez a világ Diva színpada és ez már a születése előtt eldöntetett. Erről Nathan úgy beszél, mintha már élt volna Szajáék anyja idejében is, és az ő chevalier-ja lenne. Ezután elindul az ikrekkel a nézőtérre, hogy onnan figyelje az előadást. Kai aggódik Szaja állapota miatt és hogy igazából nem ő akar harcolni, csak kényszerből teszi. Amíg erről Hadzsival négyszemközt beszélnek, Szaja az Omoro kulcsát belecsempészi Kai zakózsebébe és elbúcsúzik tőle. Lulu és Lewis odakint várva észreveszik Diva autójának közeledtét és riasztják a többieket. Szaja szemtől szembe kerül Divával a színpad mögött, és megpróbálja megölni még az előadás kezdete előtt, de újra gyengeséget érez. Diva eközben megjelenik a színpadon, ezért David úgy dönt, felrobbantják a parabolaantennákat, ezzel megszakítva a műholdas közvetítést. Szaja előtt felfedi Amshel, hogy eddig vele állt szemben Diva külsejét felvéve. Hadzsi Amshelre támad, de ő könnyedén kiüti őt. Elmondja Szajának, hogy ha aznap nem engedte volna ki őt, akkor örökké az övé lehetett volna. Amshel szeretne mindent megtudni róla, amit csak lehet, ezt tartja a legteljesebb szerelemnek. Ahogy Diva éneke elkezdődik, az egyik páholyban Van Argiano a védelmi miniszterrel a Delta-projekt sikeréről beszélnek. A Vörös Pajzsnak sikerül megzavarnia a közvetítést, de a katonai műholdak segítségével az tovább folytatódik. A nézőtéren és a világ több pontján, ahol figyelték az előadást néhány ember chiropteránná alakul és megtámadják a többieket. Argiano is meglepődve látja ezt. Amint David, Lewis, Kai és Lulu végeznek a katonai közvetítőkocsik szétrombolásával, egy chiropterán megsebesíti Davidet, majd még több veszi őket körbe. Szaja kérdőre vonja Amshelt amiért háborút robbant ki, de szerinte a háborút az emberek kezdik. Ő csak megadja nekik azt, amit akarnak és kihasználja őket. Amshel szerint abszurd, hogy éppen a tisztavérű chiropterán-királynő védi az embereket, de Szaja szerint nekik egyáltalán nem is szabadna létezniük. Hadzsi Amshelre támad, hogy lefoglalja őt, amíg Szaja Diva ellen indul. |                                                                                   |                      |                             |
| 49 | A két királynő Futari no dzsoó (二人の女王)                                       | 2006. szeptember 16. | 2008. május 10.             |
| Grant miközben elmenekül, utasítást ad a D-terv elindítására, majd magára hagyja Argianót a chiropteránokkal. Szaja próbálja elmagyarázni Divának, hogy az emberek sokat jelentenek számára, és azért kell megölnie most őt, mert a létezésük szenvedést okoz nekik. Diva felhívja a figyelmét rá, hogy csak Szajával bántak emberként, ezért az ítélete igazságtalan és önző. A vitájuk közben Diva visszaalakul az eredeti formájába. A színpad mögött Amshel elmondja Hadzsinak, hogy kezdetben irigyelte, amiért őt választották Diva vőlegényének, ő azonban hálás Joelnek és Amshelnek, amiért megismerhette Szaját. Mindketten felveszik a chiropterán formájukat és a harcot az égen repülve folytatják. Eközben Lewis és Lulu eltereli a chiropteránok figyelmét, amíg Kai biztonságos helyre vezeti Davidet. A harc során Hadzsi és Amshel mindketten elvesztik az egyik szárnyukat, de Hadzsinak sikerül egy felhőkarcoló antennájára szúrnia Amshelt, amibe aztán egy villám belecsap, látszólag megölve őt. Kai megtalálja a zsebében a kulcsot, amit Szaja belecsempészett, majd elindul megkeresni őt. Amint Hadzsi visszaér az operaházba, megtámadja Nathant, de ő nem akar harcolni vele. A harcot most Szajának és Divának kell vívnia, ezért nekik csak figyelniük kell. Szaja és Diva bevonják a vérükkel a kardjaikat, és ahogy egymásra támadnak, keresztülszúrják egymást a kardjaikkal. Szaja meglepődik, hogy egyedül Diva teste kezd el kikristályosodni, mivel szeretett volna együtt meghalni vele. Nathan még Diva halála előtt lerakja mellé a két gubót, hogy utoljára megérinthesse őket. Elmondja, hogy Diva egyetlen vágya az volt, hogy neki is lehessen családja, de ezt Amshel nem értette meg. Majd elmagyarázza, hogy a szüléssel Diva vére elvesztette az erejét, anélkül, hogy ő ezt észrevette volna. Mivel Diva halott, már nincs oka chevalier-nek lennie és kéri Szaját, hogy ölje meg. Miután felveszi a chiropterán formáját, és Szaja keresztülvágta a vérével bevont kardjával, egy gödörbe esik. Az ikrek előbújnak a gubójukból és Szaja készül, hogy végezzen velük is. Mikor Kai megjelenik, Szaja bocsánatot kér tőle, amiért meg kell halnia és elmondja mit ígértek meg egymásnak Hadzsival. |                                                                                   |                      |                             |
| 50 | Nankurunaisza Nankurunaisza (ナンクルナイサ)                                      | 2006. szeptember 23. | 2008. május 11.             |
| Az összes chiropterán mozdulatlanul állva üvölt és az „élőhalottak” is megálltak miután Diva éneke elhallgatott. David, miután találkozott Van Argianóval, felhívja Juliát, hogy elmondja, aktiválták a D-tervet és kéri, hogy szerezzen információkat a hadseregtől. Szaja attól tart, hogy ha tovább élnek, akkor fegyverként fogják felhasználni a chiropteránokat, ezért neki és Diva gyerekeinek meg kell halniuk. Kai megállítja és megígéri neki, hogy majd ő megtalálja a helyet, ahová tartozhat és gondoskodni fog majd róla. Hadzsit is megkérdezi, hogy ugyanígy gondolja-e, de ő a szokásos választ adja: azt teszi amit Szaja kíván. Erre Kai megüti őt és felszólítja, hogy a saját véleményét mondja el. Hadzsi elmondja, hogy újra látni akarta azt a mosolyt Szaja arcán, amit akkor látott, amikor először találkoztak, de mikor chevalier lett, csak a könnyeit látta. Azonban, mikor rátalált Okinaván, az a mosoly volt az arcán, amit ő nem tudott megadni neki. Idáig Szaja minden kérését teljesítette, de most az egyszer nem fog engedelmeskedni. Elveszi Szajától a kardját és arra kéri, hogy éljen. Szaja bevallja, hogy élni szeretne, majd megcsókolja Hadzsit. Kai emlékezteti őket apjuk mondására: „nankurunaisza”. Ezután David beront hozzájuk a hírrel, hogy le fogják bombázni az épületet. Julia felhívja őt, hogy elmondja, a repülőgépek már fel is szálltak. Szaja és Kai felveszik az ikreket és készülnek kimenekülni, de ekkor Amshel feltűnik, hogy magához vegye az Diva gyerekeit. A támadásával sikerül Hadzsi bal karját leszakítania. Szaja bevonja a vérével a kardját és Amshel felé ugrik, de Hadzsi kikapja a kezéből a kardot és ő szúrja le Amshelt. Mielőtt teljesen kikristályosodik, a kezét még keresztülszúrja Hadzsi testén. Hadzsi utolsó szavai Szajához a „nankurunaisza” volt és hogy szereti őt, mielőtt a törmelék betemeti. A hadsereg ezután lebombázza az operaházat. Hónapokkal később a Metropolitannél történt robbanás ügyében vizsgálatot folytatnak, és a nyilvánosság előtt terrorcselekményként állítják be azt. Ugyanakkor Grant védelmi miniszter és a Cinq Fleche közötti korrupciós ügyet is vizsgálják. Nathan újságírónak kiadva magát jelen van a vizsgálatnál, ahová Van Argianót is bekísérik. Diva halála óta csökkentek a chiropteránokkal kapcsolatos esetek, és a Julia által, Szaja vérében talált enzim segítségével teljesen visszaszoríthatják a Delta-sorozatot. Továbbá Lulu életét is meghosszabbíthatják. Szaja még mindig ébren van, Kai-al és az ikrekkel együtt visszatértek Okinavára és megnyitották az Omorót. Kiderül, hogy Julia terhes, de a gyerekével Szaja már csak felnőtt korában fog találkozni. Miközben Kai Szaja haját vágja, elmondja, hogy Okamura és Mao a Közép-Keletre indulnak közösen. Hadzsi felől nem hallottak semmit, de Kai szerint még felbukkanhat. Ő nem fogja elfelejteni sem őt, sem senki mást, aki velük harcolt. Este összejövetelt tartanak az Omoróban, ahol jelen vannak Szajáék barátai és a Vörös Pajzs tagjai. A buli közben Szaja kimegy a levegőre, de elszédül. Megkéri Kait, hogy ne szóljon a többieknek és vigye el a helyre, ahol kezdte. Kai a motorjával elviszi a családi kriptához. Ahogy a hátán felviszi a lépcsőn, Szaja utolsó erejével még köszönetet mond neki. Ahogy végleg elelszik, elejti a Kairól, Rikuról és róla készült fényképet. Kai felveszi a képet és elmondja, hogy Szaja tanított neki a holnapról, amiért él és amiért Szaja is harcolt. Nem csak saját magáért, de mindenki más boldogságáért is harcolt, ezért Kai megígéri, hogy mindenkit boldoggá tesz. Évekkel később Kai ellátogat a kriptához Diva ikreivel, akiket a lányaiként nevel. A bejárat előtt egy rózsaszín rózsát találnak, egy olyan kék szalaggal átkötve, amilyet Hadzsi hordott a hajában. Elmondja a lányoknak, hogy az a nénikéjüké, ezért hagyják azt ott. |                                                                                   |                      |                             |